# Liste der Biografien/Hab
Liste der Biografien |
Portal Biografien |
Personensuche
# |
A |
B |
C |
D |
E |
F |
G |
H |
I |
J |
K |
L |
M |
N |
O |
P |
Q |
R |
S |
T |
U |
V |
W |
X |
Y |
Z |
?
 
Ha |
Hd |
He |
Hi |
Hj |
Hk |
Hl |
Hm |
Hn |
Ho |
Hr |
Hs |
Ht |
Hu |
Hv |
Hw |
Hy
 
Haa |
Hab |
Hac |
Had |
Hae–Haf |
Hag |
Hah |
Hai |
Haj |
Hak |
Hal |
Ham |
Han |
Hao |
Hap |
Haq |
Har |
Has |
Hat |
Hau |
Hav |
Haw |
Hax |
Hay |
Haz
Die Liste der Biografien führt alle Personen auf, die in der deutschsprachigen Wikipedia einen Artikel haben. Dieses ist eine Teilliste mit 602 Einträgen von Personen, deren Namen mit den Buchstaben „Hab“ beginnt.

## Hab

### Haba
- Hába, Alois (1893–1973), tschechischer KomponistAlois Hába (1893–1973)

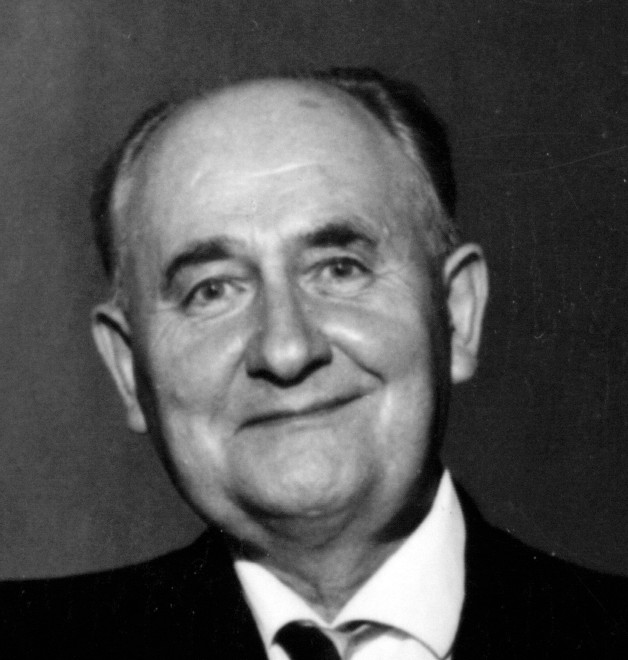
Alois Hába (1893–1973)

- Hába, Karel (1898–1972), tschechischer Komponist
- Hába, Petr (* 1965), tschechischer Schachgroßmeister
- Habacher, Ferdinand (1881–1971), österreichischer Veterinärmediziner sowie Hochschullehrer
- Habachi, Labib (1906–1984), ägyptischer Ägyptologe
- Habachi, René (1915–2003), ägyptisch-libanesischer Philosoph
- Habaj, Michal (* 1974), slowakischer Dichter
- Habakuk, Prophet des Alten Testaments
- Habakukk, Markus (* 1992), estnischer Schauspieler
- Habalik, Irena (* 1955), österreichische Autorin
- Habana, Bryan (* 1983), südafrikanischer Rugby-Union-Spieler
- Habanc, Vérité, französischer Erzähler
- Habann, Erich (1892–1968), deutscher Physiker und Nachrichtentechniker
- Habārovs, Bruno (1939–1994), sowjetischer Degenfechter
- Habarta, Gerhard (1939–2022), österreichischer Galerieleiter, Ausstellungsmacher, Autor und Verleger
- Habarta, Tomáš (* 2003), tschechischer Hindernisläufer
- Habas, Stefan (* 1971), polnischer Nordischer Kombinierer
- Habasch al-Hasib al-Marwazi, persischer Mathematiker, Astronom und Geograph
- Habasch, George (1926–2008), palästinensischer Generalsekretär der Volksfront zur Befreiung Palästinas (PFLP)George Habasch (1926–2008)

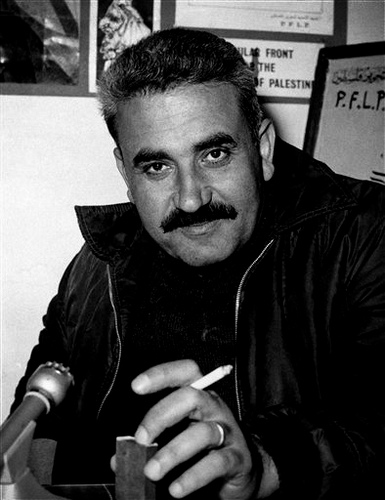
George Habasch (1926–2008)

- Habasch, Hussein (* 1948), kurdischer Dichter, Autor, Schriftsteller und Übersetzer
- Habash, Mohammad (* 1962), syrischer Islamgelehrter und Reformtheologe
- Habash, Shady (1995–2020), ägyptischer Filmemacher
- Habash, Yousif Benham (* 1951), irakischer Geistlicher, syrisch-katholischer Bischof von Our Lady of Deliverance of Newark
- Habashi, Ayed (* 1995), israelischer Fußballspieler
- Habashi, Fawzi (* 1924), ägyptischer politischer Aktivist
- Habashi, Sultan al (* 1985), saudi-arabischer Leichtathlet
- Habashi, Wail al- (* 1964), kuwaitischer Fußballspieler
- Habata, Kōki (* 1983), japanischer Fußballspieler
- Habayeb, Huzama (* 1965), palästinensische Schriftstellerin, Journalistin und Übersetzerin
- Habazin, Ivana (* 1989), kroatische Boxerin

### Habb
- Habbaniyah, Mohamed Abdullah Mahal (* 1991), irakischer Leichtathlet
- Habbe, Frank (* 1978), deutscher Handballspieler
- Habbe, Karl (1831–1896), deutscher Architekt, Garnison-Bauinspektor in Hannover, Intendantur- und Baurat in Magdeburg
- Habbe, Karl (* 1902), deutscher Gynäkologe
- Habbe, Nils (* 1976), deutscher Chirurg
- Habbel, Franz Ludwig (1894–1964), deutscher Verleger und Sachbuchautor, Aktivist der deutschen Jugendbewegung
- Habbel, Franz-Reinhard (* 1950), deutscher Schriftsteller und Sprecher des Deutschen Städte- und Gemeindebundes mit Sitz in Berlin
- Habbel, Josef (1846–1916), katholischer Publizist und Verleger
- Habbel, Wolfgang R. (1924–2014), deutscher Manager und Vorstandsmitglied der Audi AG
- Habbema, Cox (1944–2016), niederländische Schauspielerin und TheaterregisseurinCox Habbema (1944–2016)

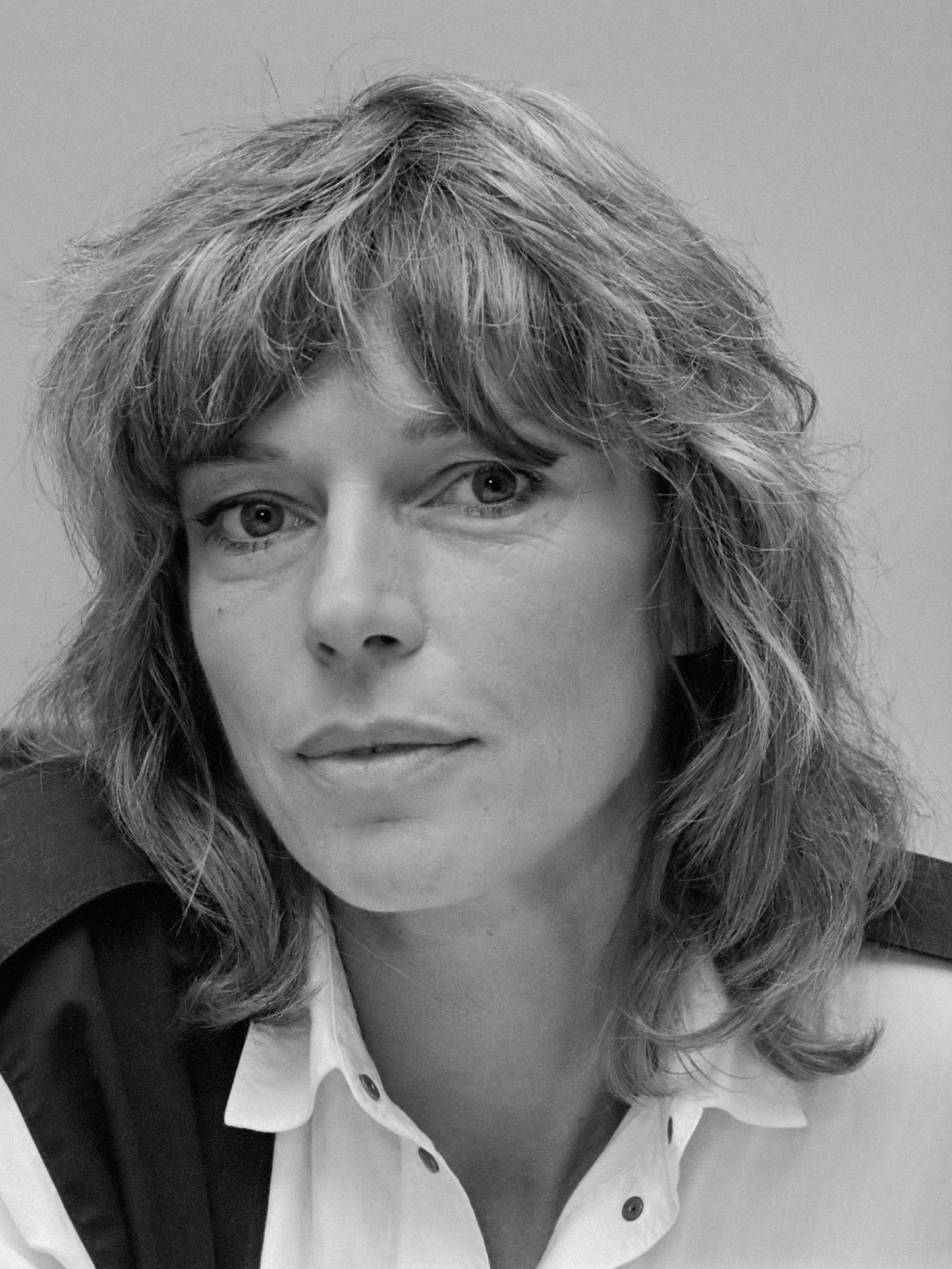
Cox Habbema (1944–2016)

- Habben Jansen, Rolf (* 1966), niederländischer Logistikmanager
- Habben, Gralf-Edzard (1934–2018), deutscher Bühnenbildner und Theatergründer
- Habben, Johann (1875–1958), deutscher Polizeipräsident in Hannover, korrupter Beamter und NSDAP-Mitglied
- Habberfield, Frederick (1895–1943), britischer Radrennfahrer
- Habberton, John (1842–1921), amerikanischer Kinderbuchautor
- Habbes, Wilhelm (1896–1948), deutscher Agrarpolitiker (NSDAP), MdR
- Habboub, Saniya (1901–1986), libanesische Medizinerin

### Habd
- Habdank, Vitus von († 1325), Bischof von Breslau
- Habdank, Walter (1930–2001), deutscher Maler und Grafiker
- Habdank, Wowo (* 1972), deutscher Schauspieler und Hörspielsprecher
- Habdas, Jan (* 2003), polnischer Skispringer
- Habdas, Piotr (* 1998), polnischer Skirennläufer

### Habe
- Habe, Hans (1911–1977), österreichischer Journalist, Schriftsteller und Drehbuchautor

#### Habea
- Habeaux, Grégory (* 1982), belgischer Radrennfahrer

#### Habec
- Habeck, Dietrich (1925–2007), deutscher Mediziner
- Habeck, Fritz (1916–1997), österreichischer Erzähler, Dramatiker, Jugendbuchautor, Übersetzer, Theaterdirektor, Lektor und Jurist
- Habeck, Janine (* 1983), deutsches Fotomodell
- Habeck, Joachim Otto (* 1968), deutscher Ethnologe
- Habeck, Michael (1944–2011), deutscher Schauspieler und Synchronsprecher
- Habeck, Reinhard (* 1962), österreichischer Autor, Comiczeichner und Cartoonist
- Habeck, Robert (* 1969), deutscher Politiker (Bündnis 90/Die Grünen) und Schriftsteller, MdLRobert Habeck (* 1969)

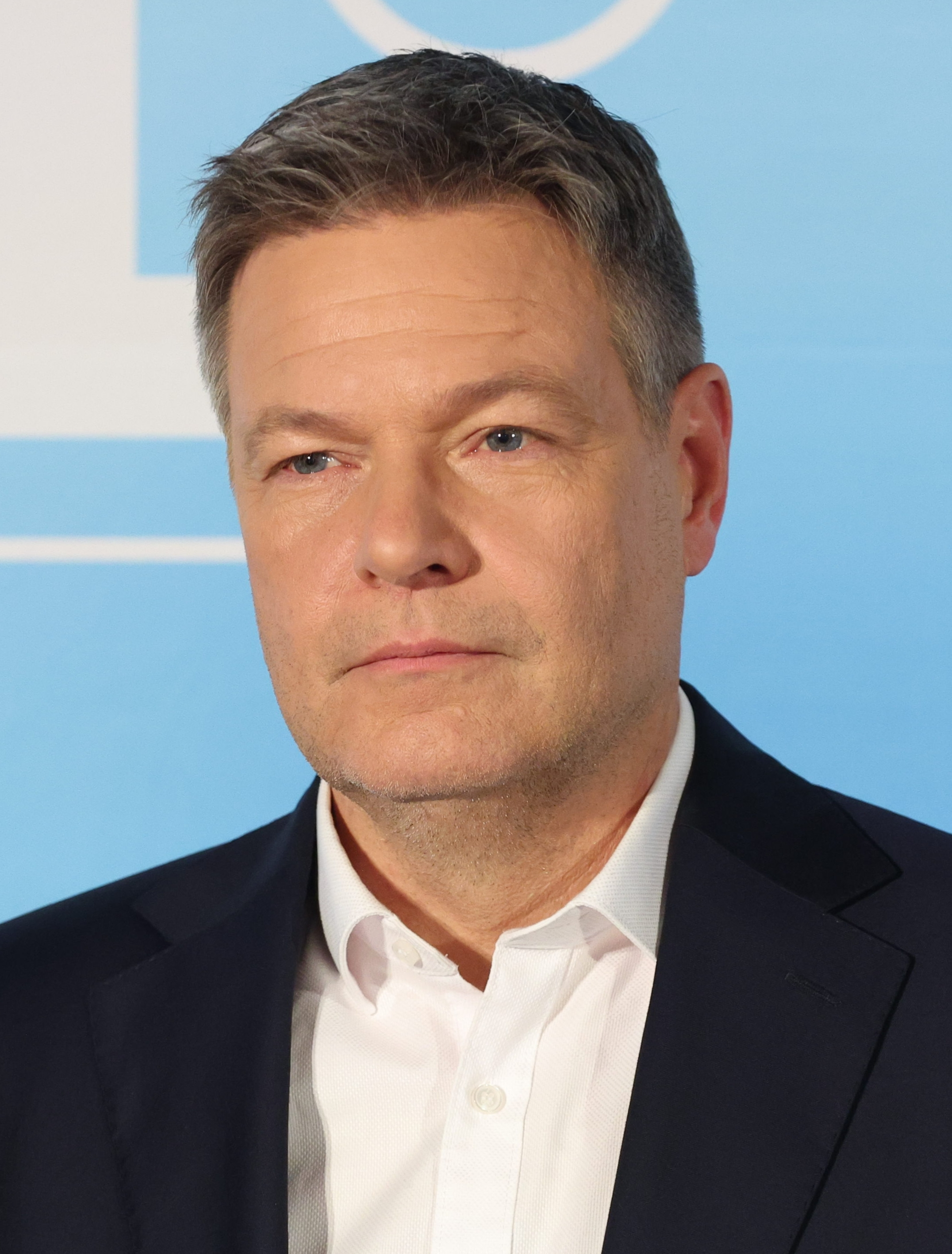
Robert Habeck (* 1969)

- Habecker, Daniel (* 1980), deutscher Tae-Kwon-Do-Kämpfer

#### Habed
- Habedank, Anna Shirin (* 2005), deutsche Schauspielerin
- Habedank, Dennis (* 1989), deutscher Schauspieler und Radiomoderator
- Habedank, Jörgen (* 1961), deutscher Maler, Glasmaler und Wandgestalter
- Habedank, Rudolf (1893–1969), deutscher Politiker (NSDAP), MdHB, MdR (1933–1945)

#### Habee
- Habeeb, Yahya (* 1986), saudischer Sprinter

#### Habeg
- Habegger, Heinz (* 1960), Schweizer Politiker (SVP)
- Habegger, Lester (1924–2017), US-amerikanischer Basketballtrainer
- Habegger, Thomas (* 1974), Schweizer Fussballschiedsrichter
- Habegger, Willy (1918–2002), Schweizer Hufschmied, Schlosser und Fabrikant

#### Habek
- Habekost, Anke (* 1962), deutsche Theaterautorin
- Habekost, Britta (* 1982), deutsche Autorin
- Habekost, Christian (* 1962), deutscher Kabarettist
- Habekuß, Jochen (* 1950), deutscher Fußballtorwart

#### Habel
- Habel, Carl (1777–1853), nassauischer Politiker
- Habel, Carl (1915–1979), norwegischer Schauspieler
- Habel, Christopher (* 1950), deutscher Informatiker
- Habel, Edwin (1875–1945), deutscher Studienrat und mittellateinischer Philologe
- Habel, Ferdinand (1874–1953), tschechisch-österreichischer Kirchenmusiker, Chorleiter und Komponist
- Habel, Frank-Burkhard (* 1953), deutscher Filmhistoriker und Publizist
- Habel, Friedrich Gustav (1792–1867), deutscher Archäologe
- Habel, Georg Daniel von (1592–1652), Landkomtur der Deutschordensballei Hessen
- Habel, Godela (1929–2022), deutsche Zeichnerin, Malerin und Künstlerin
- Habel, Johann Simon (1752–1826), deutscher Weinhändler
- Habel, Katchi (* 1982), deutsche Leichtathletin
- Habel, Otto (1922–1996), deutscher Bildhauer und Glasgestalter
- Habel, Paul (1862–1937), deutscher Gymnasiallehrer und Altphilologe
- Habel, Sarah (* 1982), US-amerikanische Schauspielerin
- Habel, Wolfgang (1951–2022), deutscher Fußballspieler
- Habeler, Heinz (1933–2017), österreichischer Techniker und Lepidopterologe
- Habeler, Johann (1895–1967), österreichischer Politiker (ÖVP), Landtagsabgeordneter im Burgenland
- Habeler, Peter (* 1942), österreichischer Extrembergsteiger und AbenteurerPeter Habeler (* 1942)

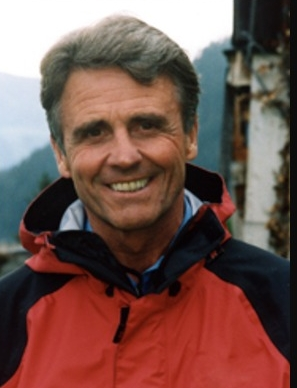
Peter Habeler (* 1942)

- Habelitz, Ludwig (1889–1970), deutscher Politiker, MdL
- Habelmann, Paul Sigmund (1823–1890), deutscher Kupferstecher
- Habelmann, Theodor (1834–1920), deutscher Opernsänger (Tenor) und Opernregisseur
- Habelt, Albrecht (1862–1905), deutscher Architekt und preußischer Baubeamter

#### Haben
- Haben, deutscher Rapper eritreischer Abstammung
- Haben, Jennifer (* 1995), deutsche Sängerin, Frontfrau der Band Beyond the Black
- Haben, Stefan (* 1987), deutscher Fußballspieler
- Habeneck, François-Antoine (1781–1849), französischer Violinist und Komponist
- Habener, Joel F. (* 1937), US-amerikanischer Endokrinologe
- Habenicht, Friedrich (1896–1963), deutscher Polizeipräsident und SA-Führer
- Habenicht, Gerhart (1911–2003), deutscher Arzt und Politiker (FDP)
- Habenicht, Gottfried (* 1934), deutscher Musikethnologe und Musikwissenschaftler
- Habenicht, Hermann (1844–1917), deutscher Kartograph
- Habenicht, Kurt (1881–1971), deutscher Jurist und Geologe
- Habenicht, Richard (1828–1890), deutscher Lehrer und Autor
- Habenicht, Tobias (* 1993), österreichischer Skilangläufer
- Habenschaden, Katrin (* 1977), deutsche Kommunalpolitikerin (Bündnis 90/Die Grünen), Zweite Bürgermeisterin in MünchenKatrin Habenschaden (* 1977)

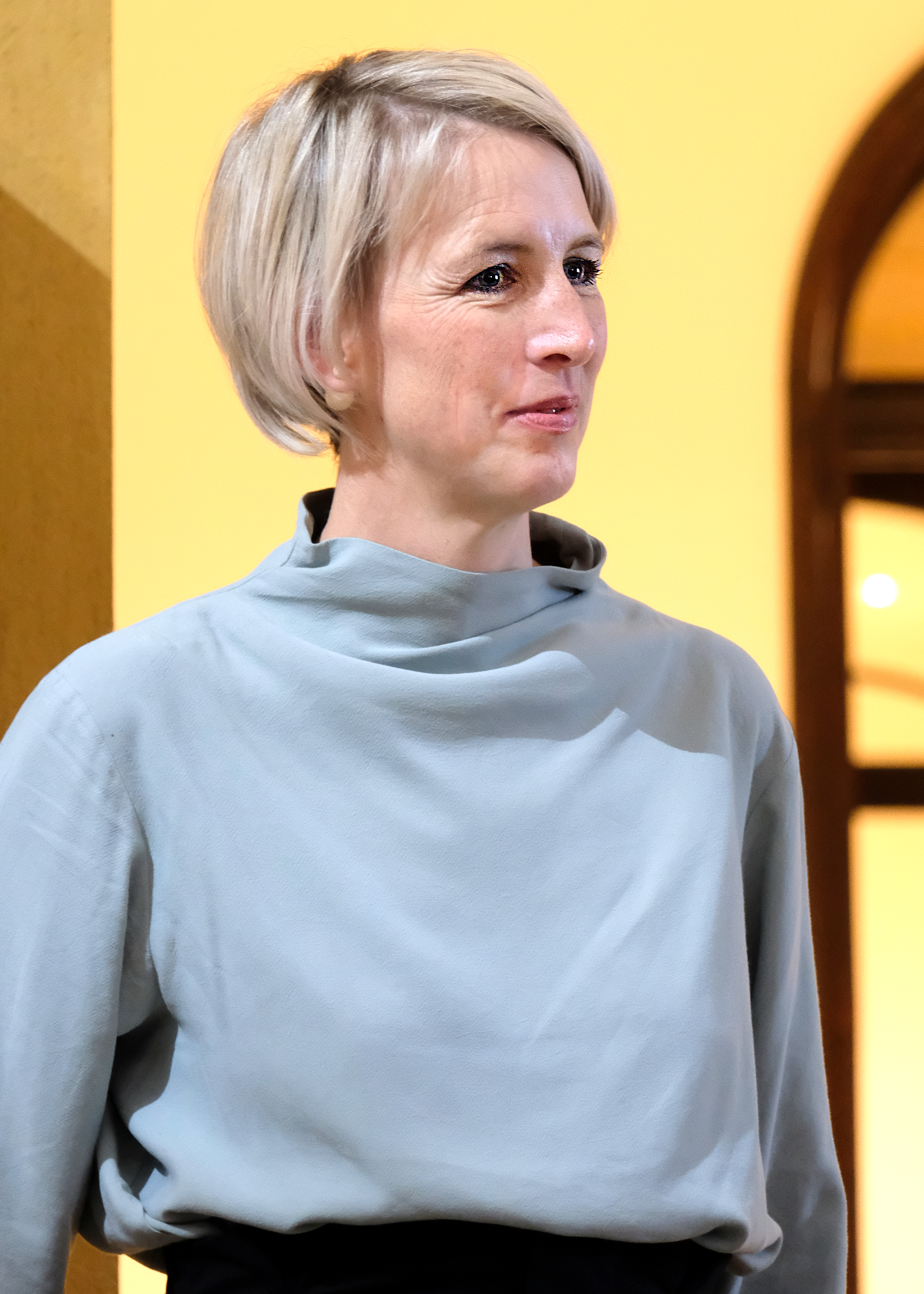
Katrin Habenschaden (* 1977)

- Habenschaden, Sebastian (1813–1868), deutscher Maler, Radierer und Modelleur

#### Haber
- Haber Neumann, Max (1942–2024), paraguayischer Elektroingenieur und Diplomat
- Haber von Linsberg, Louis (1804–1892), Großbankier, Finanzmann und Industrieller
- Haber, André (* 1986), deutscher Handballtrainer
- Haber, Carl (1833–1914), deutscher Bergbauingenieur und Berg- und Hüttenwerksdirektor in Ramsbeck
- Haber, Carl (1842–1895), Mitbegründer eines Konsumvereins, einer Kreditgenossenschaft und der Großeinkaufs-Gesellschaft Deutscher Consumvereine m.b.H. (GEG)
- Haber, Eduard (1866–1947), deutscher Beamter und Diplomat
- Haber, Egon von (1875–1939), deutscher Verwaltungsjurist in Preußen, Landrat in Wreschen, Schlawe und Anklam
- Haber, Eli von (1807–1881), deutscher Arzt und Parlamentarier
- Haber, Emily (* 1956), deutsche Diplomatin
- Haber, Fritz (1868–1934), deutscher Chemiker und Nobelpreisträger für ChemieFritz Haber (1868–1934)

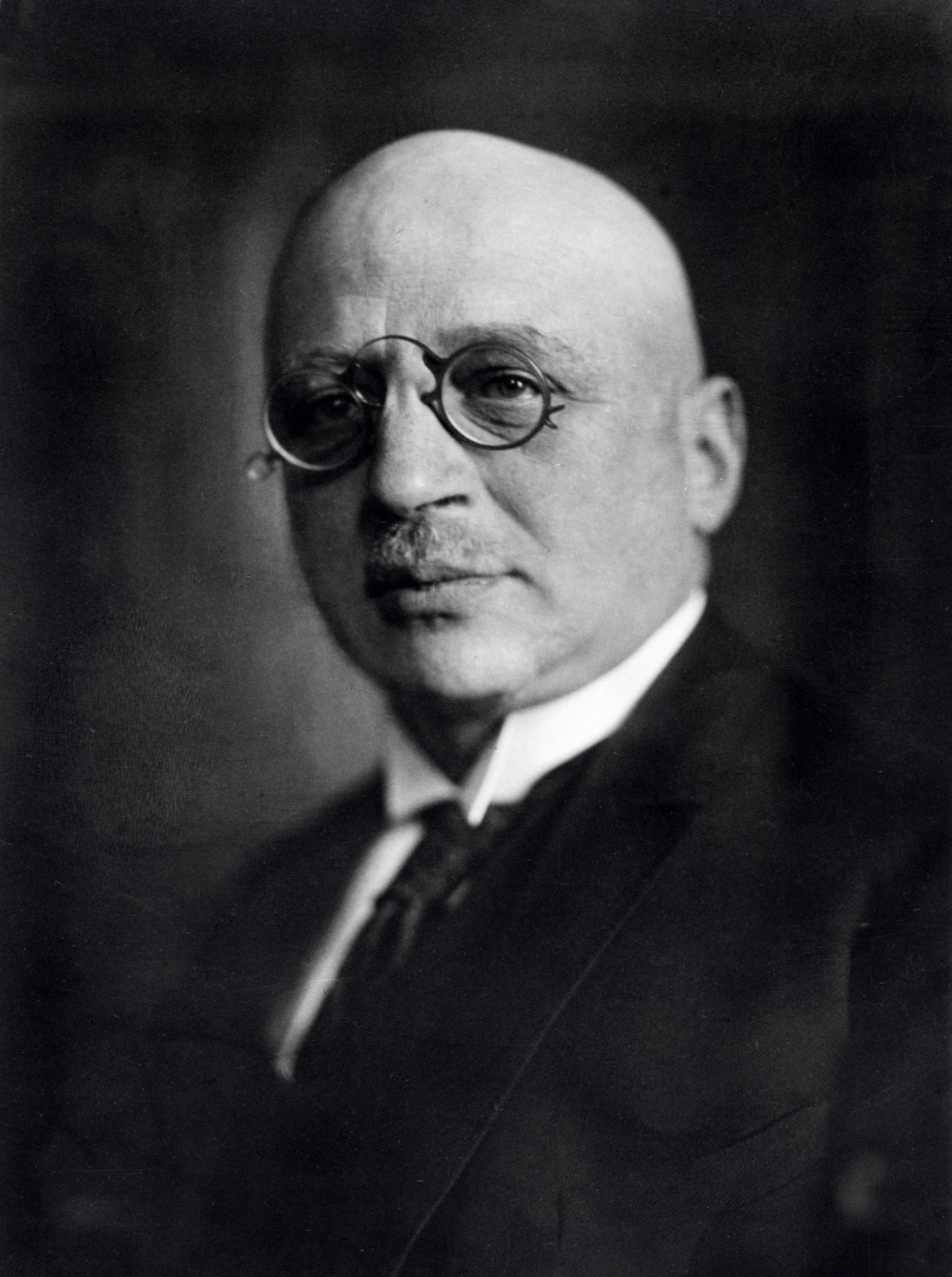
Fritz Haber (1868–1934)

- Haber, Fritz (1912–1998), deutscher Luft- und Raumfahrtpionier
- Haber, Georg (1938–2019), österreichischer Holocaustüberlebender und Direktor Jüdischen Museums Wien
- Haber, Gottfried (* 1972), österreichischer Wirtschaftswissenschaftler
- Haber, Hansjörg (* 1953), deutscher Diplomat, Leiter der Delegation der Europäischen Union in der Türkei
- Haber, Heinz (1913–1990), deutscher Physiker
- Häber, Herbert (1930–2020), deutscher Politiker (SED), Mitglied des Politbüros des ZK der SED
- Haber, Hermann (1885–1942), deutscher Maler, Zeichner und Karikaturist
- Haber, Howard (* 1952), US-amerikanischer Physiker
- Haber, Justin (* 1981), maltesischer Fußballspieler
- Haber, Ludwig (1843–1874), deutscher Kaufmann und Konsul der japanischen Region Hakodate
- Haber, Ludwig F. (1921–2004), deutsch-britischer Volkswirt und Wirtschaftshistoriker
- Haber, Marco (* 1971), deutscher Fußballspieler
- Haber, Marcus (* 1989), kanadisch-österreichischer Fußballspieler
- Haber, Matthias (* 1976), deutscher Architekt und Hochschullehrer
- Haber, Moritz von (1798–1872), Bankier
- Haber, Peter (* 1952), schwedischer Schauspieler
- Haber, Peter (1964–2013), Schweizer Historiker
- Haber, Peter (* 1967), deutscher Behindertensportler
- Haber, Ralf (* 1962), deutscher Leichtathlet (Hammerwerfer) und Olympiateilnehmer
- Haber, Salomon von (1764–1839), deutscher Hofbankier
- Haber, Samu (* 1976), finnischer Sänger und GitarristSamu Haber (* 1976)

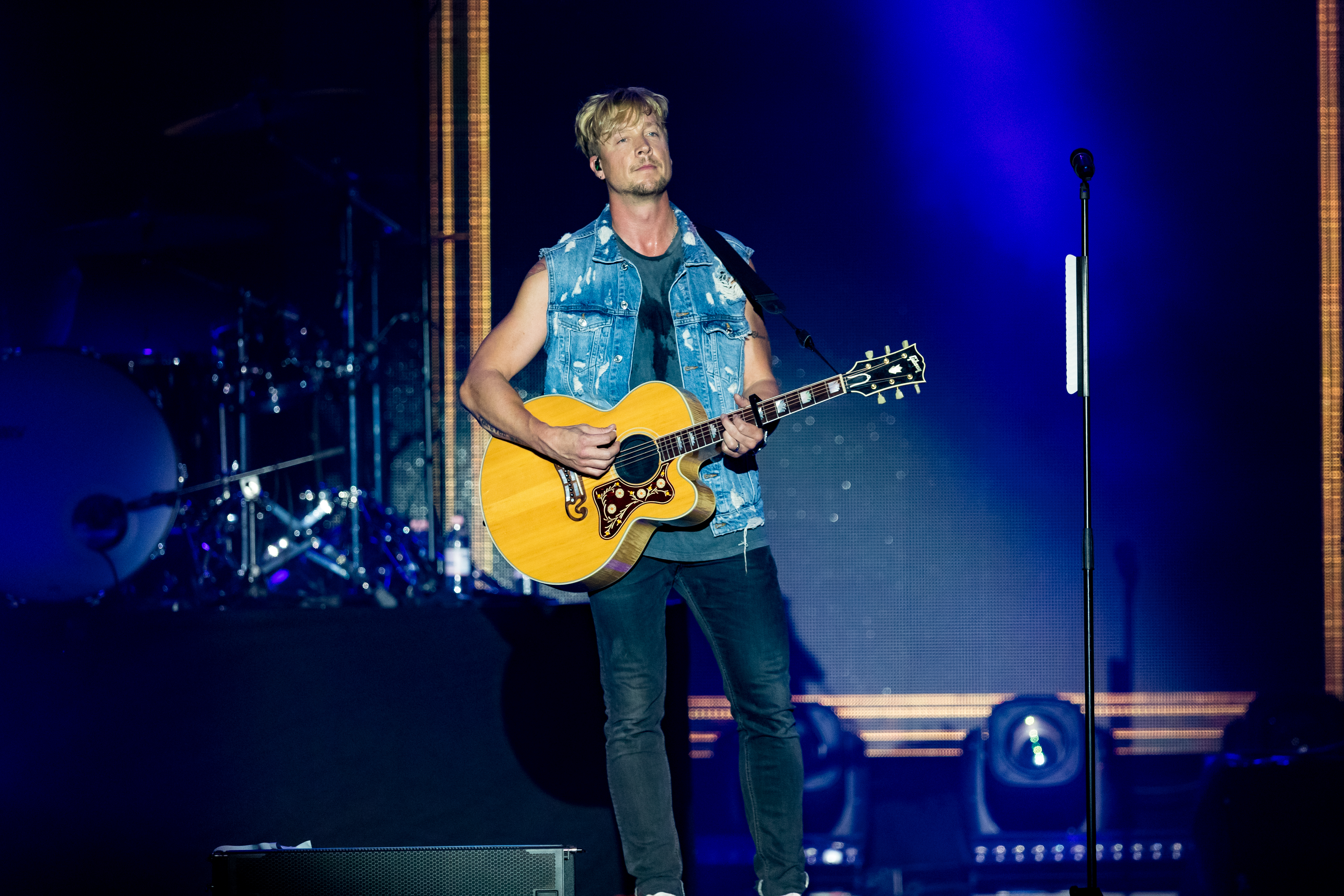
Samu Haber (* 1976)

- Haber, Samuel Arthur von (1812–1892), deutscher Bankier
- Haber, Shamaï (1922–1995), französisch-israelischer Bildhauer
- Haber, Siegmund (1835–1895), deutscher Publizist und Schriftsteller
- Haber, Stephen (* 1957), US-amerikanischer Historiker und Politologe
- Häber, Susanne (1927–2015), deutsche Politikerin (DBD), MdV
- Häber, Tino (* 1982), deutscher Leichtathlet
- Haber, Wolfgang (* 1925), deutscher Landschaftsökologe

##### Habera
- Haberal, Mehmet (* 1944), türkischer Autor, Doktor der Medizin, Hochschullehrer, Universitätsdekan und Parlamentsabgeordneter

##### Haberb
- Haberbier, Ernst (1813–1869), Komponist und kaiserlich-russischer Hofpianist
- Haberbusch, Kuno (* 1955), deutscher Journalist

##### Haberd
- Haberditzl, Franz Martin (1882–1944), österreichischer Kunsthistoriker und Museumsdirektor
- Haberditzl, Werner (1924–1981), deutscher Chemiker

##### Habere
- Haberecht, Kerstin (* 1988), deutsche Jazzmusikerin (Altsaxophon, Komposition)
- Habereder, Agnes (* 1954), deutsche Opernsängerin (dramatischer Sopran)
- Habereder, Teresa (* 1983), deutsche Schauspielerin und Model
- Haberer, Albert (1908–1986), deutscher Maler, Innenarchitekt, Möbeldesigner und Autor
- Haberer, Albert (1933–2020), deutscher Künstler und Kunstpädagoge
- Haberer, Christoph (* 1951), deutscher Jazzmusiker (Schlagzeug, Perkussion, Elektronik)
- Haberer, Hanns (1890–1967), deutscher Politiker (CDU), MdL
- Haberer, Hans von (1875–1958), österreichischer Chirurg, Sanitätsoffizier und Hochschullehrer
- Haberer, Hemmann (1505–1577), Landschreiber und Bühnenautor
- Haberer, Janik (* 1994), deutscher Fußballspieler
- Haberer, Johanna (* 1956), evangelische Theologin, Professorin für christliche PublizistikJohanna Haberer (* 1956)

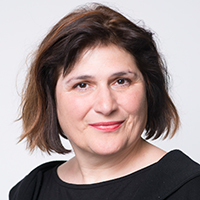
Johanna Haberer (* 1956)

- Häberer, Paul (1902–1978), deutscher Maler
- Haberer, Peter (1935–2004), deutscher Politiker (CDU), MdL
- Haberer, Thomas (* 1984), deutscher Schauspieler und Moderator
- Haberey, Waldemar (1901–1985), deutscher Archäologe

##### Haberf
- Haberfeld, Hugo (1875–1946), österreichischer Galerist
- Haberfeld, Maki (* 1957), US-amerikanische Politologin und Hochschullehrerin
- Haberfeld, Mário (* 1976), brasilianischer Automobilrennfahrer
- Haberfeld, Tilbert, Schweizer Badmintonspieler
- Haberfellner, Reinhard (1942–2020), österreichischer Wirtschafts- und Organisationswissenschaftler
- Haberfelner, Erich (1902–1962), österreichischer Geologe
- Haberfelner, Josef (1830–1913), österreichischer Bergwerksverwalter und Naturwissenschaftler

##### Haberh
- Haberhauer, Christian (* 1979), österreichischer Politiker (ÖVP)
- Haberhauer, Georg (1969–2016), österreichischer Chemiker und Hochschullehrer
- Haberhauer, Maurus (1746–1799), mährischer Theologe, Komponist und Musikpädagoge
- Haberhauffe, Hans (1933–2015), deutscher Handballspieler und Handballtrainer, Fußballtrainer

##### Haberi
- Haberich, Max (* 1984), deutscher Autor und Literaturwissenschaftler
- Haberilia, Selige

##### Haberk
- Haberkamm, Helmut (* 1961), deutscher Lehrer und Schriftsteller ostfränkischer Mundart und Song-Übersetzer
- Haberkamp, Alexandra (* 1966), deutsche Juristin und Richterin am Bundesgerichtshof
- Haberkamp, Clara (* 1989), deutsche Jazzmusikerin (Piano, auch Gesang, Komposition)
- Haberkamp, Ilona (* 1957), deutsche Jazzmusikerin (Alt- und Sopransaxophon)
- Haberkamp, Thomas (* 1954), deutscher Jazzmusiker (Saxophon, Komposition, Bigband-Leitung)
- Haberkern, Georg (1899–1945), deutscher Politiker (NSDAP), MdR, NS-Funktionär und SA-Führer
- Haberkern, Hedwig (1837–1901), deutsche Autorin und Lehrerin
- Haberkorn, Charles (1880–1966), US-amerikanischer Tauzieher und Ringer
- Haberkorn, Friedrich († 1826), deutscher Sänger, Schauspieler und Theaterleiter
- Haberkorn, Georg (1772–1832), Landtagsabgeordneter Großherzogtum Hessen
- Haberkorn, Hans-Jürgen (* 1940), deutscher Maler und Grafiker
- Haberkorn, Heinz (1943–2011), deutscher Maler, Grafiker und Autor
- Haberkorn, Ludwig (1810–1873), Landtagsabgeordneter Großherzogtum Hessen
- Haberkorn, Ludwig (1811–1901), deutscher Politiker
- Haberkorn, Michael (* 1947), deutscher Sozialarbeiter und Politiker (Bündnis 90/Die Grünen)
- Haberkorn, Peter (1604–1676), deutscher lutherischer Theologe
- Haberkorn, Tobias (* 1984), deutscher Literaturwissenschaftler, Übersetzer und Journalist
- Haberkorn, Uwe (* 1959), deutscher Nuklearmediziner

##### Haberl
- Haberl, Alfred (1921–2006), österreichischer Politiker (SPÖ), Abgeordneter zum Nationalrat
- Haberl, Andi (* 1982), deutscher Jazzmusiker (Schlagzeug)Andi Haberl (* 1982)

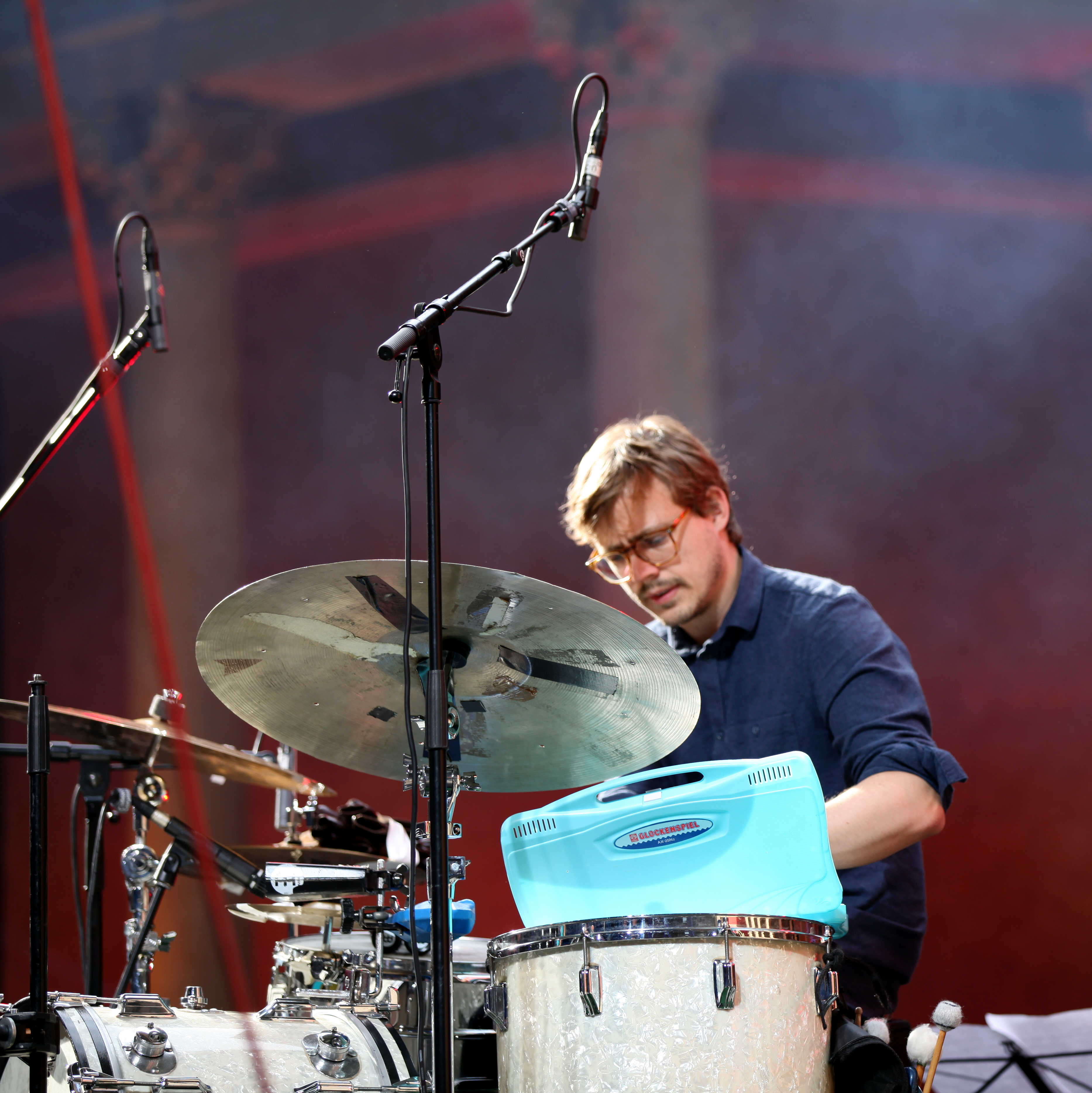
Andi Haberl (* 1982)

- Haberl, Ferdinand (1906–1985), deutscher katholischer Theologe, Komponist, Musikwissenschaftler, Organist und Chorleiter
- Haberl, Franz Xaver (1840–1910), deutscher Kirchenmusiker und Musikwissenschaftler
- Haberl, Fritz (1933–2012), deutscher Politiker (CSU), MdB
- Haberl, Gary (1965–2019), australischer Tischtennisspieler
- Haberl, Hans (1924–2016), deutscher Widerstandskämpfer gegen den Nationalsozialismus
- Haberl, Heinrich (* 1938), österreichischer Politiker (SPÖ)
- Haberl, Horst Gerhard (* 1941), österreichischer Künstler
- Haberl, Johann (1876–1962), österreichischer Politiker (CSP), Landtagsabgeordneter
- Haberl, Karl (1833–1908), österreichischer Politiker, Bürgermeister von Wiener Neustadt, Landtagsabgeordneter, Landmarschall-Stellvertreter von NÖ
- Haberl, Luitpold (1898–1989), deutscher Gründungsdirektor des Münchner Fremdspracheninstituts; Mitglied der Freiheitsaktion Bayern
- Haberl, Othmar (1943–2019), deutscher Politologe
- Haberl, Peter (* 1949), deutscher Schriftsteller
- Haberl, Raimund (* 1949), österreichischer Wasserwirtschaftler und ehemaliger Ruderer
- Haberl, Siegfried (* 1967), österreichischer Eishockeyspieler
- Haberl, Tobias (* 1975), deutscher Journalist und Buchautor
- Haberl, Wolfgang (* 1960), deutscher Schriftsteller
- Haberl, Wolfgang (* 1968), österreichischer Filmemacher
- Haberlach, Dennis (* 1981), deutscher Popsänger
- Haberland, Christoph (1750–1803), baltendeutscher Architekt
- Haberland, Detlef (* 1953), deutscher Germanist
- Haberland, Eike (1924–1992), deutscher Ethnologe
- Haberland, Erich (1903–1964), deutscher Bildhauer und Unternehmer, Mitinhaber einer Kunstgießerei
- Haberland, Ernst (1903–1992), deutscher KPD-Funktionär und Oberst der NVA in der DDR
- Haberland, F. Jörg (* 1958), deutscher bildender Künstler
- Haberland, Georg (1830–1910), deutscher Künstler, Handwerker und Politiker (Zentrum), MdR
- Haberland, Georg (1861–1933), deutscher Kaufmann und Immobilien-Unternehmer
- Haberland, Gert Lothar (1928–2014), deutscher Manager und Pharmakologe
- Haberland, Gunnar (* 1978), deutscher Schauspieler
- Haberland, Heinrich (1818–1907), preußischer Generalmajor
- Haberland, Heinz (1924–2013), Regisseur und Intendant
- Haberland, Hellmut (* 1939), deutscher Physiker
- Haberland, Hermann (1837–1903), sächsischer Generalleutnant
- Haberland, Ingrid (* 1931), deutsche Autorin
- Haberland, Karl (1863–1938), deutscher Politiker (SPD), MdR, MdL
- Haberland, Karl (1893–1978), deutscher Politiker und Oberbürgermeister
- Haberland, Margita (* 1944), deutsche Schauspielerin, Musikerin und Performancekünstlerin
- Haberland, Martha (* 2009), deutsche Kinderdarstellerin
- Haberland, Max, deutscher Kammergutspächter und Politiker, MdL
- Haberland, Oswald (1877–1947), deutscher Erzgießemeister, Kunsthändler und Unternehmer, Inhaber einer Kunstgießerei
- Haberland, Salomon (1833–1914), deutscher Kaufmann und Unternehmer
- Haberland, Stephan (* 1964), deutscher Jurist und Richter
- Haberland, Ulrich (1900–1961), deutscher Chemiker
- Haberland-Wagner, Edith (1899–1996), deutsche Stifterin
- Haberlander, Christine (* 1981), oberösterreichische Politikerin (ÖVP), Landesrätin, Landeshauptmann-Stellvertreterin
- Haberlander, Franz (1915–1992), deutscher Kommunalpolitiker
- Haberlander, Trixi (1952–2005), deutsche Malerin, Kunsterzieherin und Kinderbuchautorin
- Haberlandt, Arthur (1889–1964), österreichischer Volkskundler
- Haberlandt, Friedrich (1826–1878), österreichischer Agrarwissenschaftler
- Haberlandt, Fritzi (* 1975), deutsche Schauspielerin sowie Hörspiel- und HörbuchsprecherinFritzi Haberlandt (* 1975)

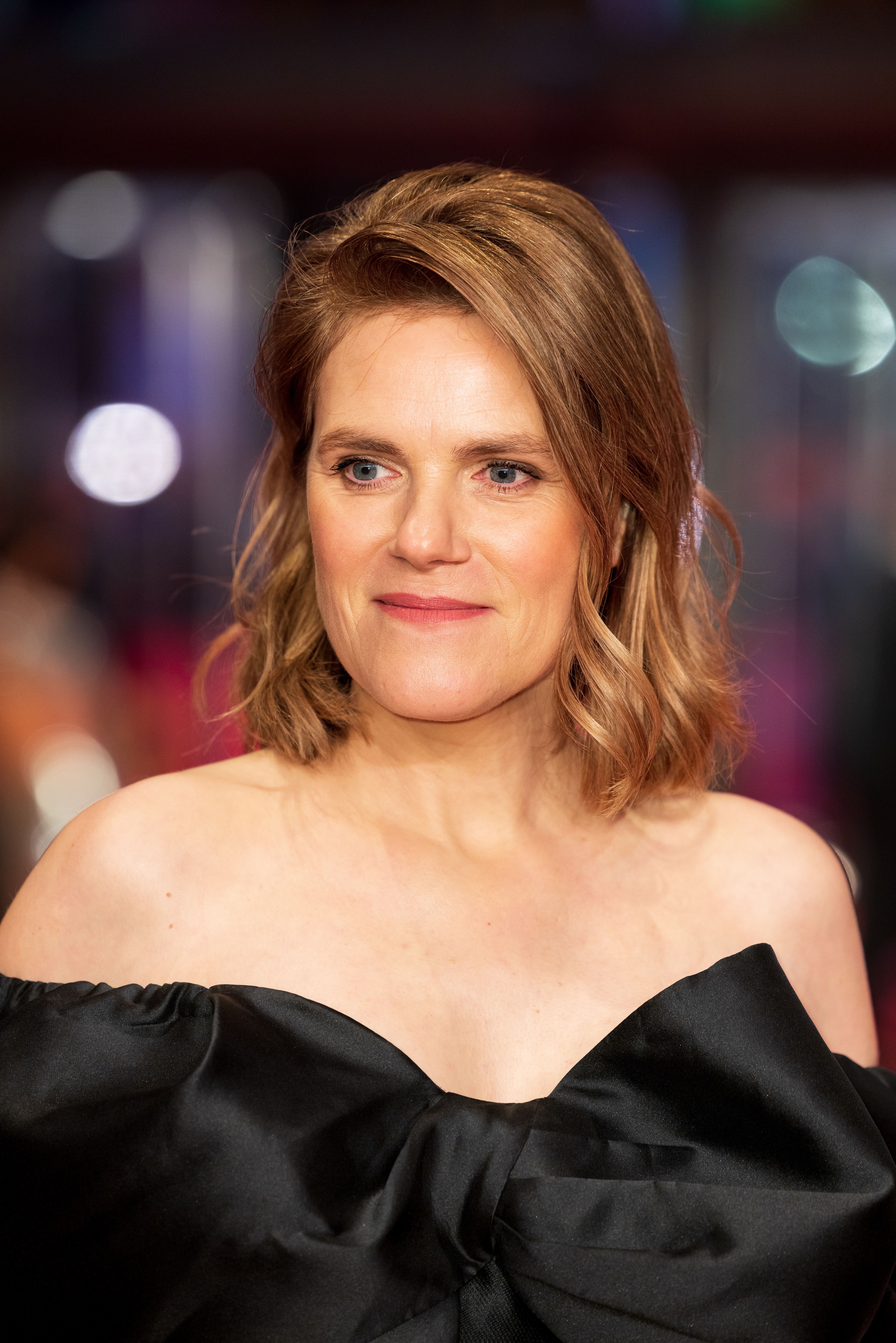
Fritzi Haberlandt (* 1975)

- Haberlandt, Gottlieb (1854–1945), österreichisch-deutscher Botaniker
- Haberlandt, Ludwig (1885–1932), österreichischer Physiologe
- Haberlandt, Lutz (1938–1962), deutsches Todesopfer der Berliner Mauer
- Haberlandt, Michael (1860–1940), österreichischer Volkskundler
- Haberlandt, Otto (1922–1990), deutscher Politiker (SPD), MdL
- Haberlandt, Philipp (* 1979), deutscher KameramannPhilipp Haberlandt (* 1979)

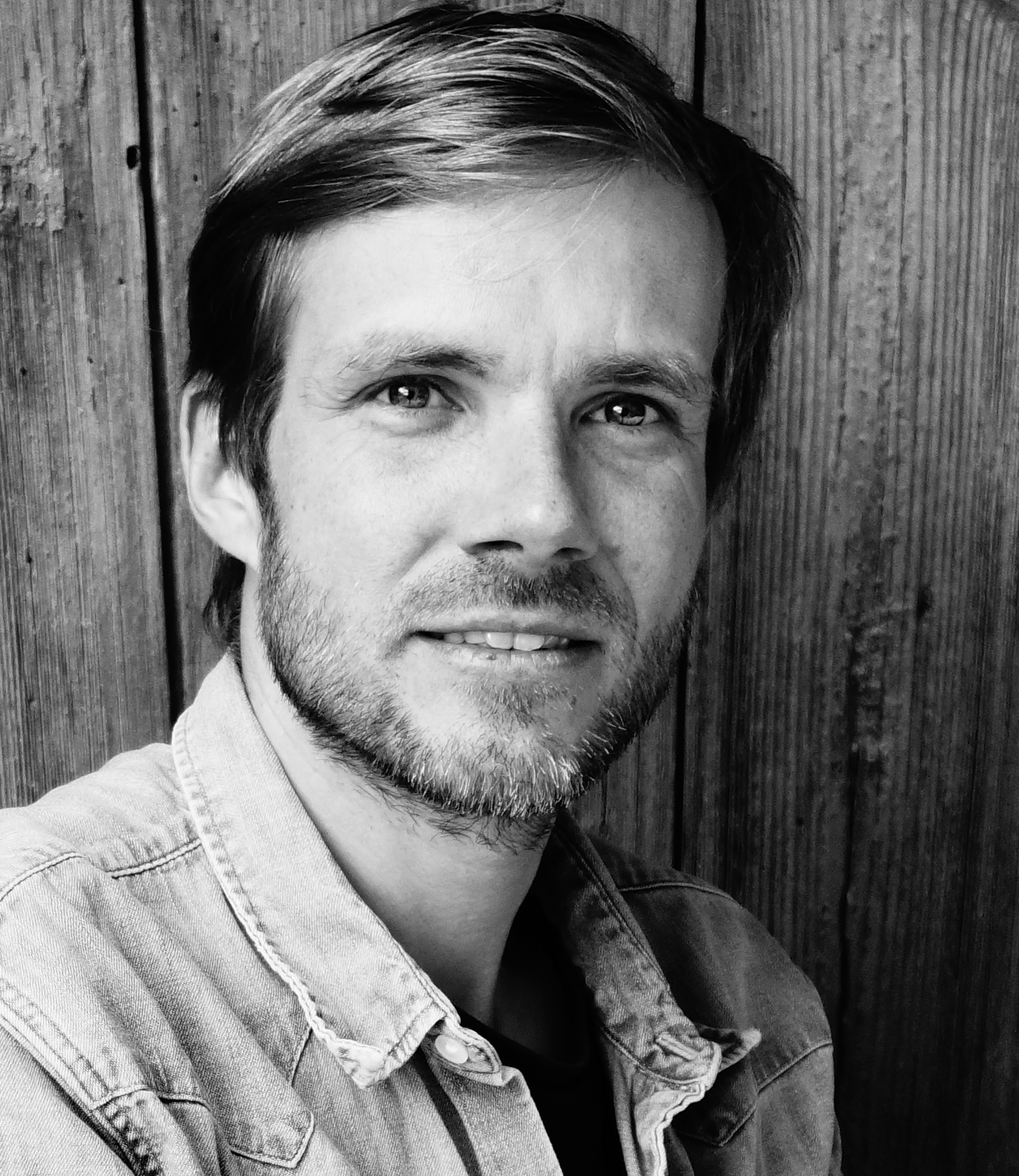
Philipp Haberlandt (* 1979)

- Haberlandt, Reinhold (1936–2019), deutscher Physiker
- Haberlandt, Walter Friedrich (1921–2012), österreichischer Humangenetiker, Neurologe und Psychiater
- Haberlaß, Andrea (* 1963), deutsche Fußballspielerin
- Häberle, Adolf (1886–1959), deutscher Kunsthistoriker
- Häberle, Bartlmä, deutscher Künstler, Hofmaler am österreichischen Königshof
- Häberle, Daniel (1864–1934), deutscher Geologe, Paläontologe und Heimatforscher
- Häberle, Hank (1957–2007), deutscher Country-Musiker
- Haberle, John (1856–1933), US-amerikanischer Maler
- Häberle, Karl (1910–1999), deutscher Lehrer und Politiker (SPD)
- Haberle, Karl Konstantin (1764–1832), deutsch-österreichischer Botaniker und Naturforscher
- Häberle, Michael (* 1969), deutscher Gewerkschafter
- Häberle, Otto (* 1895), deutscher Verwaltungsjurist
- Häberle, Peter (* 1934), deutscher Staatsrechtslehrer
- Häberle, Robin (* 1993), deutscher American-Football-Spieler
- Häberle, Sven (* 1966), deutscher Radio-Moderator und Redakteur
- Häberle, Thomas (* 1956), deutscher Filmproduzent und Filmrechtehändler
- Häberle, Wilhelm (1905–1975), deutscher Missionar in Kamerun und Schriftsteller
- Häberle, Wolfgang (* 1951), deutscher Maler und Grafiker
- Häberlein, Mark (* 1966), deutscher Historiker
- Häberlein, Matthias (* 1969), deutscher Volleyball-Nationalspieler
- Häberlein, Tobias (* 1974), deutscher Informatiker und Hochschullehrer
- Haberleitner, Rudolf (* 1945), österreichischer Manager
- Häberlen, Albert von (1843–1921), deutscher Verwaltungsbeamter
- Haberler, Anton von (1796–1873), österreichischer Politiker
- Haberler, Gottfried (1900–1995), österreichisch-amerikanischer Ökonom
- Haberler, Wolfgang (* 1963), österreichischer Politiker (FPÖ), Landtagsabgeordneter
- Häberli, Alfredo (* 1964), argentinisch-schweizerischer Designer
- Häberli, Conrado, uruguayischer Fußballspieler
- Häberli, Hans (1924–2004), Schweizer Pädagoge
- Häberli, Lorenz (* 1986), Schweizer Sänger
- Häberli, Manuel (* 1992), Schweizer Schauspieler
- Häberli, Thomas (* 1974), Schweizer FussballspielerThomas Häberli (* 1974)

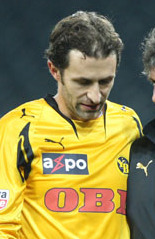
Thomas Häberli (* 1974)

- Häberli-Koller, Brigitte (* 1958), Schweizer Politikerin
- Häberlin, Annemarie (1917–1996), Schweizer Psychologin
- Häberlin, Carl von (1832–1911), deutscher Maler und Illustrator
- Häberlin, Eduard (1820–1884), Schweizer Politiker
- Häberlin, Franz Dominikus (1720–1787), deutscher Historiker, Publizist und Sammler
- Häberlin, Georg Heinrich (1644–1699), deutscher lutherischer Theologe
- Häberlin, Hans († 1526), reformatorischer Laienprediger
- Häberlin, Heinrich (1868–1947), Schweizer Politiker (FDP)
- Häberlin, Henriette Paula (1882–1968), deutsch-schweizerische Zeichnerin, Grafikerin und Malerin
- Häberlin, Johannes (1808–1849), deutscher Missionar in Indien
- Häberlin, Karl (1813–1898), deutscher Rechtshistoriker und Hochschullehrer
- Häberlin, Karl Friedrich (1756–1808), braunschweigischer Diplomat, Staatsrechtler und Historiker
- Häberlin, Karl Ludwig (1784–1858), deutscher Jurist und Romanschriftsteller
- Häberlin, Paul (1878–1960), Schweizer Philosoph
- Häberlin, Steffi (* 1997), Schweizer Radrennfahrerin
- Häberling, Albert (1919–2012), Schweizer Komponist und Dirigent
- Haberling, Wilhelm (1871–1940), deutscher Medizinhistoriker

##### Haberm
- Habermaas, Daniel (* 2005), deutscher Volleyballspieler
- Habermaas, Friedrich (1795–1841), württembergischer Jurist und Politiker
- Habermaas, Hermann von (1856–1938), deutscher Jurist und Politiker
- Habermalz, Gisela (1916–2012), deutsche Malerin, Grafikerin und Bildrestauratorin
- Haberman, Mandy (* 1956), englische Erfinderin und Unternehmerin
- Habermann, Abraham Meir (1901–1980), israelischer Mediävist
- Habermann, Adolf (1913–1999), deutscher Elektroingenieur
- Habermann, Albert (1913–1987), deutscher Maler und Grafiker
- Habermann, Alexandra (* 1937), deutsche Bibliothekarin
- Habermann, Alfred (1930–2008), deutsch-tschechischer Kunstschmied, Bildhauer, Zeichner, Restaurator und DesignerAlfred Habermann (1930–2008)

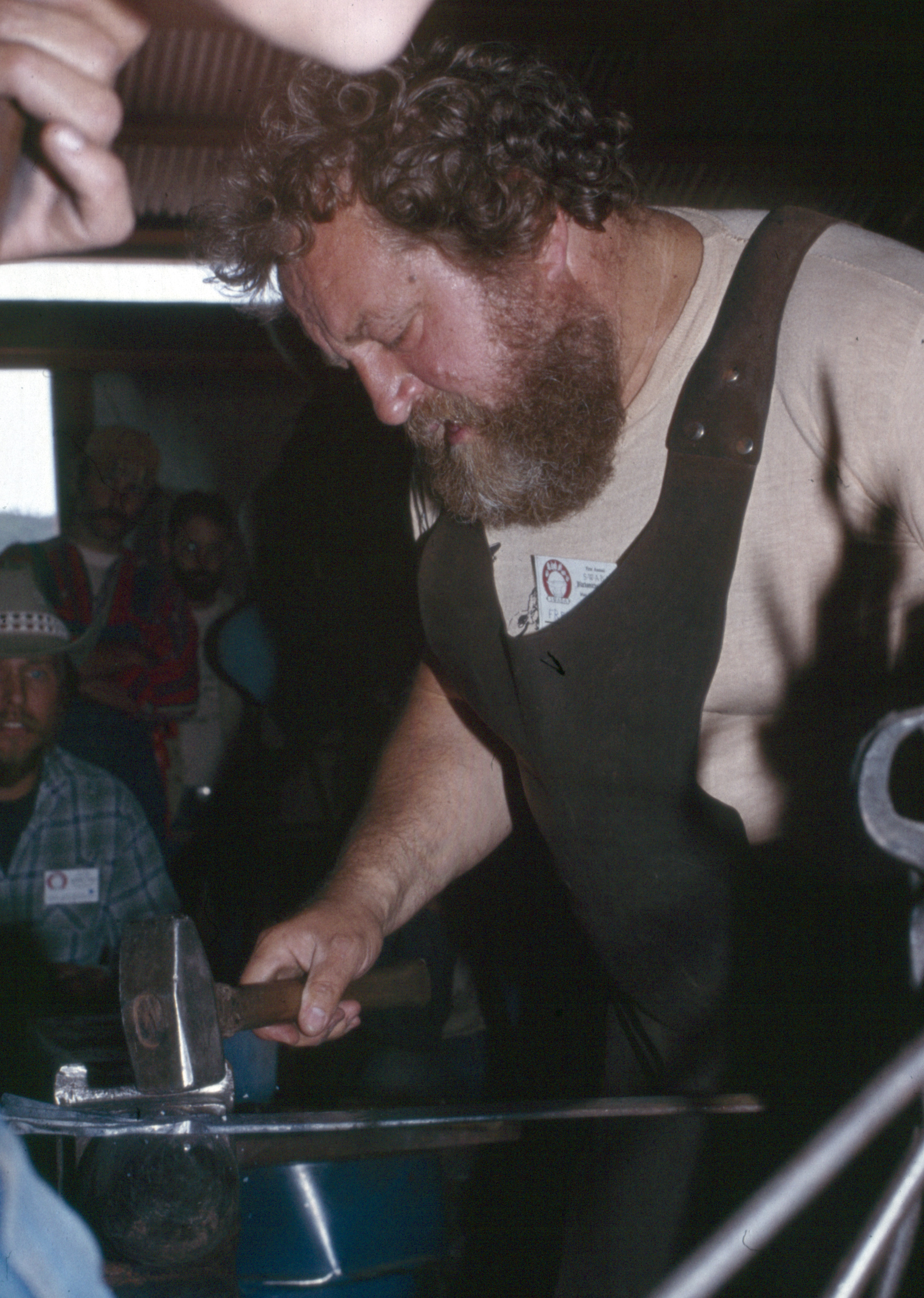
Alfred Habermann (1930–2008)

- Habermann, Caspar (1635–1676), deutscher Jurist
- Habermann, Christoph (* 1953), deutscher Politiker (SPD)
- Habermann, Ernst (1866–1958), deutscher Kommunalpolitiker, Bürgermeister von Deutsch-Wilmersdorf
- Habermann, Ernst (1926–2001), deutscher Pharmakologe und Toxikologe
- Habermann, Eugen (1884–1944), estnischer Architekt
- Habermann, Eva (* 1976), deutsche Schauspielerin und ModeratorinEva Habermann (* 1976)

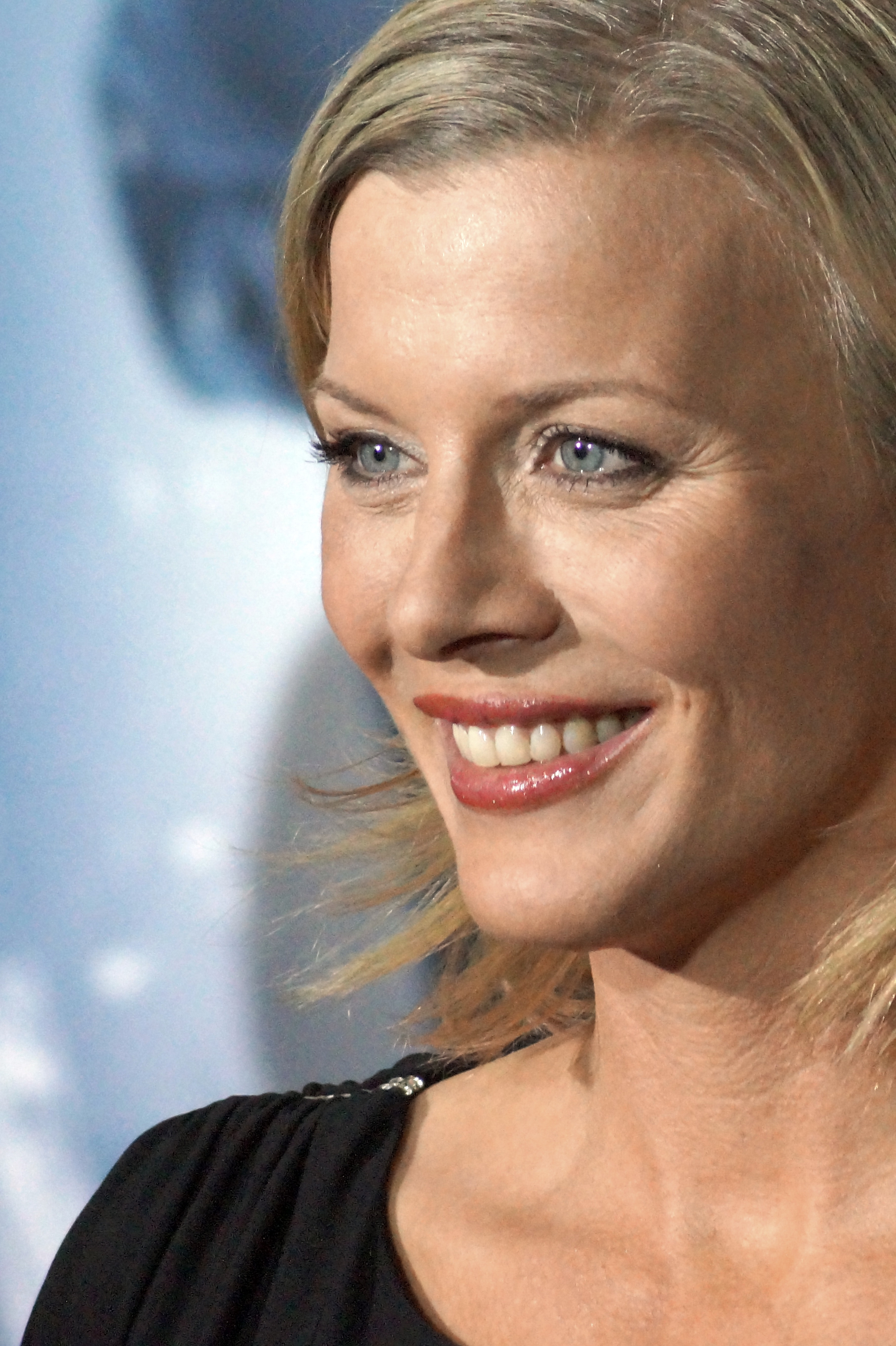
Eva Habermann (* 1976)

- Habermann, Franz Johann (1706–1783), böhmischer Musiker und Komponist
- Habermann, Franz von (1788–1866), österreichischer Beamter und Schlachtenmaler
- Habermann, Franz Xaver (1721–1796), deutscher Kupferstecher und Ornamentzeichner
- Habermann, Friederike (* 1967), deutsche Volkswirtin
- Habermann, Georg von (1766–1825), bayerischer Generalmajor
- Habermann, Gerd (* 1945), deutscher Wirtschaftsphilosoph, Hochschullehrer und Publizist
- Habermann, Günther (* 1950), deutscher Fußballschiedsrichter
- Habermann, Gustav von (1818–1878), deutscher Rittergutsbesitzer und Politiker (Zentrum), MdR
- Habermann, Harald (* 1951), deutscher Politiker (SPD), MdL
- Habermann, Heike (* 1955), deutsche Pädagogin und Politikerin (SPD), MdL
- Habermann, Heiko (* 1962), deutscher Ruderer
- Habermann, Heinz (1938–2022), deutscher Kunsterzieher, Designer, Hochschullehrer, Sachbuchautor und Heimatforscher
- Habermann, Helmut (1917–2009), deutscher Maschinenbauer und Pionier der Magnetlager
- Habermann, Hugo von (1849–1929), deutscher Maler
- Habermann, Hugo von der Jüngere (1899–1981), deutscher Maler
- Habermann, Ina (* 1965), deutsche Anglistin
- Habermann, Johann (1516–1590), lutherischer Theologe, Erbauungsschriftsteller und Hebraist
- Habermann, Julian (* 1993), deutscher Opern- und Liedsänger in der Stimmlage Tenor
- Habermann, Kurt (1939–2024), deutscher Fußballspieler
- Habermann, Marco (* 1991), deutscher Eishockeyspieler
- Habermann, Martin (* 1943), deutscher Politiker (CDU), MdL
- Habermann, Max (1885–1944), Buchhändler und Widerstandskämpfer
- Habermann, Mechthild (* 1959), deutsche Germanistin und Hochschullehrerin
- Habermann, Michael (* 1955), deutscher Politiker (SPD), MdB
- Habermann, Thomas (* 1956), deutscher Jurist und Kommunalpolitiker (CSU)
- Habermann, Wilhelm David (1669–1715), deutscher Mediziner
- Habermann, Willi (1922–2001), schwäbischer Mundart-Dichter
- Habermas, Ernst (1891–1972), deutscher Manager
- Habermas, Friedrich (1860–1911), deutscher evangelischer Theologe
- Habermas, Gary (* 1950), US-amerikanischer Historiker, Philosoph und Theologe
- Habermas, Jürgen (* 1929), deutscher Philosoph und SoziologeJürgen Habermas (* 1929)

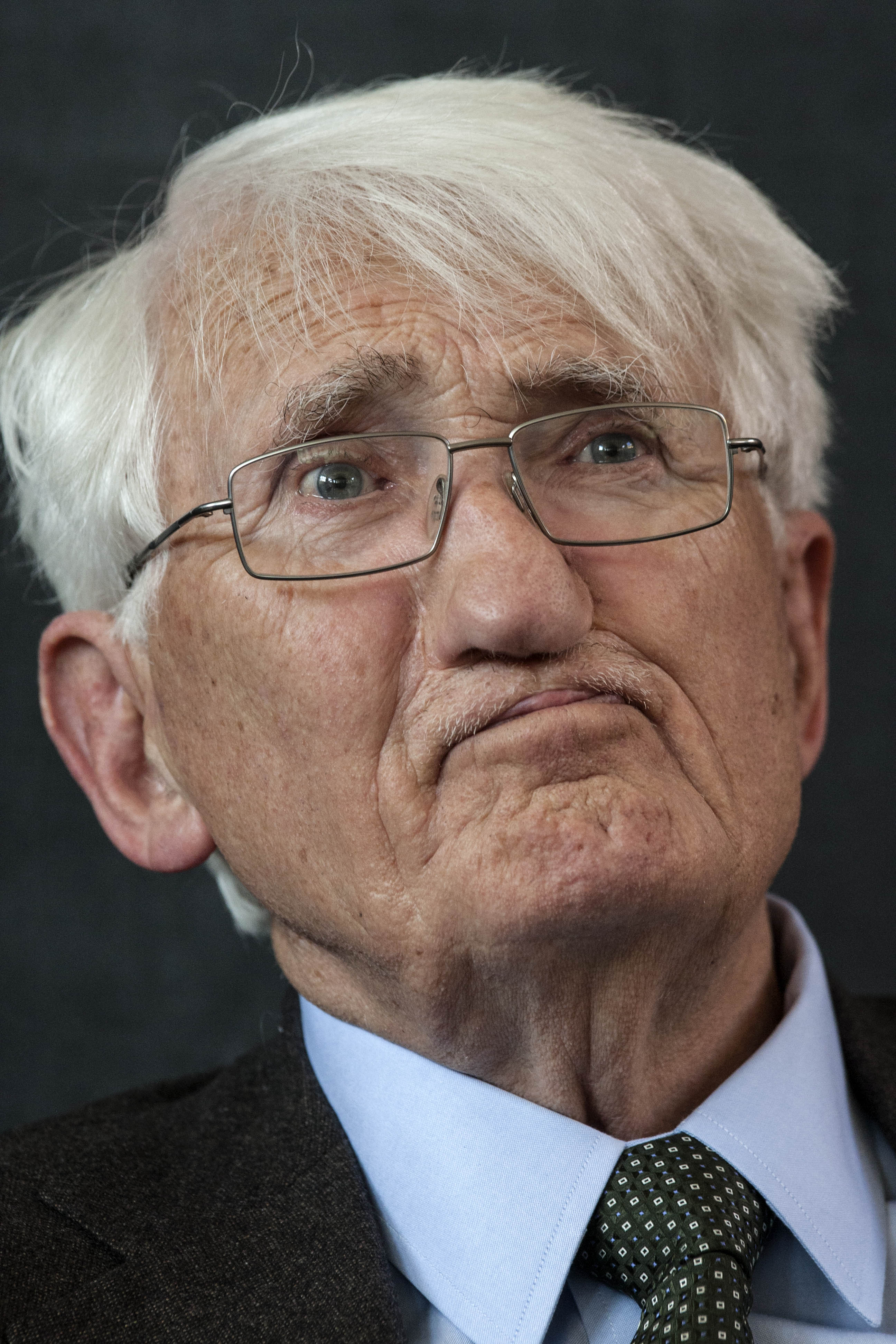
Jürgen Habermas (* 1929)

- Habermas, Rebekka (1959–2023), deutsche Historikerin
- Habermas, Tilmann (* 1956), deutscher Psychologe, Psychoanalytiker, Hochschullehrer und Autor
- Habermayer, Helmut (* 1959), österreichischer Militär
- Habermayer, Tony (* 1950), deutscher Boxer
- Habermehl, Erasmus († 1606), Uhrmacher und Verfertiger von astronomischen Instrumenten
- Habermehl, Ferdinand (1854–1938), Oberbürgermeister von Pforzheim
- Habermehl, Gerhard G. (1931–2010), deutscher Naturstoffchemiker
- Habermehl, Gustav (1860–1931), deutscher Politiker (DNVP), MdL
- Habermehl, Karl-Otto (1927–2005), deutscher Arzt und Virologe
- Habermehl, Peter (* 1955), deutscher Altphilologe und Hochschullehrer
- Habermehl, Richard (1890–1980), deutscher Meteorologe
- Habermeier, Julius (1905–1986), deutscher Politiker (FDP/DVP), MdL
- Habermeier, Konrad (1907–1992), deutscher Glasdesigner
- Habermeier, Stefan (* 1960), deutscher Rechtswissenschaftler
- Habermeyer, Elmar (* 1967), deutsch-schweizerischer forensischer Psychiater

##### Habern
- Habernal, Ivan (* 1983), tschechischer Jazzmusiker (Bass, Komposition) und Informatiker
- Habernoll, Maximilian (1878–1945), deutscher römisch-katholischer Geistlicher und Märtyrer
- Habernoll, Peter (1924–1944), deutscher Soldat und Antifaschist

##### Haberp
- Haberpointner, Alfred (* 1966), österreichischer Bildhauer

##### Habers
- Habersaat, Martin (* 1977), deutscher Politiker (SPD), MdL
- Habersaath, Erich (1893–1918), deutscher Werkzeugmacher und Arbeiterführer
- Habersack, Charlotte (* 1966), deutsche AutorinCharlotte Habersack (* 1966)

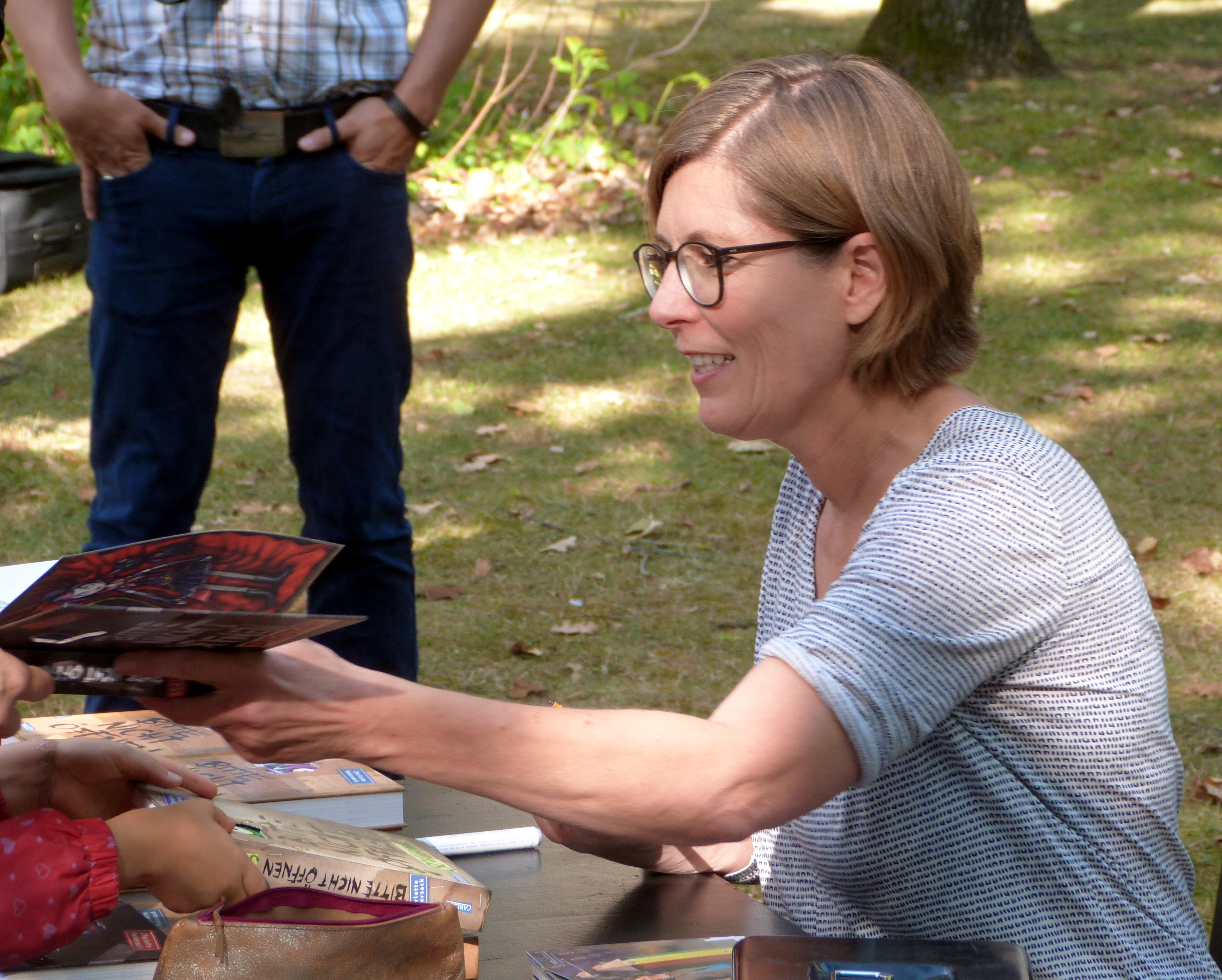
Charlotte Habersack (* 1966)

- Habersack, Ferdinand (1858–1938), deutscher Offizier
- Habersack, Mathias (* 1960), deutscher Jurist und Professor an der Ludwig-Maximilians-Universität MünchenMathias Habersack (* 1960)

Mathias Habersack (* 1960)

- Habersatter, Christian (* 1970), österreichischer Militär
- Habersatter, Walter (1930–2018), österreichischer Skispringer
- Habersbrunner, Hellmuth (1899–1959), deutscher Rundfunkintendant
- Habersbrunner, Martin (1819–1886), bayerischer Landwirt und Abgeordneter
- Haberschrack, Nicolaus, Maler und Bildhauer
- Habersetzer, Irmgard (* 1972), deutsche Fußballspielerin
- Habersetzer, Klaus (* 1957), deutscher General
- Habersetzer, Roland (* 1942), französischer Kampfkunst-Lehrer und -Autor
- Habersham, John (1754–1799), US-amerikanischer Politiker
- Habersham, Joseph (1751–1815), US-amerikanischer Politiker
- Habersham, Richard W. (1786–1842), US-amerikanischer Politiker
- Haberstich, Johann (1824–1891), Schweizer Politiker
- Haberstock, Alois, deutscher Skispringer
- Haberstock, Karl (1878–1956), deutscher Galerist und Kunsthändler
- Haberstock, Lothar (1940–1996), deutscher Betriebswirt und Hochschullehrer (Universität Hamburg)
- Haberstroh, Carmen (* 1971), deutsche Oberbürgermeisterin
- Haberstroh, Jochen (* 1963), deutscher Mittelalterarchäologe und Hauptkonservator des Bayerischen Landesamtes für Denkmalpflege
- Haberstumpf, Oskar (1886–1958), deutscher Verwaltungsbeamter und Manager der Energiewirtschaft

##### Habert
- Habert, François (1508–1562), französischer Dichter und Übersetzer
- Habert, Germain (1615–1654), französischer Schriftsteller und Abt von Saint-Vigor de Cerisy-la-Forêt
- Habert, Jacques (* 1960), französischer Geistlicher, römisch-katholischer Bischof von Bayeux
- Habert, Jesko (* 1988), deutscher Autor und Slam-Poet
- Habert, Johann Evangelist (1833–1896), österreichischer Komponist und Kirchenmusiker
- Habert, Loïs (* 1983), französischer Biathlet
- Habert, Philippe (1604–1637), französischer Schriftsteller
- Habert, Philippe (1958–1993), französischer Politologe
- Habert, Pierre Joseph (1773–1825), französischer General der Infanterie

##### Haberv
- Habervešl z Habernfeldu, Ondřej, böhmischer Arzt und Publizist

##### Haberz
- Haberzetle, Mary Barbara (1912–1983), US-amerikanische Mathematikerin und Hochschullehrerin
- Haberzettl, Bruno (* 1965), österreichischer Karikaturist
- Haberzettl, Oswald (1892–1981), österreichischer Zahnarzt und Politiker (ÖVP)
- Haberzettl, Wilhelm (* 1955), österreichischer Gewerkschafter und Politiker (SPÖ), Abgeordneter zum Nationalrat

#### Habes
- Habesohn, Daniel (* 1986), österreichischer Tischtennisspieler

#### Habet
- Habetha, Klaus (1932–2024), deutscher Mathematiker und ehemaliger Rektor der RWTH Aachen
- Habetin, Rudolf (1902–1986), deutscher Schriftsteller
- Habětínek, Karel (1830–1915), böhmischer Jurist, k.k. Justizminister und Präsident des k.k. Reichsgerichts
- Habetler, Mark (* 2003), österreichischer Fußballspieler
- Habets, Bert (* 1971), niederländischer Manager
- Habets, Karl (1928–2013), deutscher Fußballspieler
- Habets, Marie Louise (1905–1986), belgische Krankenschwester und Ordensfrau
- Habets, Renate (* 1945), deutsche Autorin
- Habetz, Beate (* 1961), deutsche Radrennfahrerin
- Habetz, Gabi, deutsche Radrennfahrerin

### Habg
- Habgood, John Stapylton (1927–2019), britischer Life Peer und anglikanischer Geistlicher

### Habi
- Habi, Djibo (1935–2008), nigrischer Lehrer, Politiker und Diplomat
- Habib Ali Maschhur bin Muhammad bin Salim bin Hafiz, al-, Imam der Tarim–Moschee und Vorsitzender des Fetwa-Rates Tarim
- Habib Faisal al-Kaff, saudi-arabischer islamischer Geistlicher
- Habib ibn Maslama (617–662), arabischer Feldherr während der Islamischen Expansion
- Habib ibn Muzahir (605–680), Gefährte vom islamischen Propheten Muhammad
- Habib ibn Salim ar-Raʿi, islamischer Mystiker
- Habib, Assadullah (* 1941), afghanischer Dichter und Schriftsteller
- Habib, Cyrus (* 1981), US-amerikanischer Politiker
- Habib, Gerard (* 1980), südafrikanischer Eishockeyspieler
- Habib, Hady (* 1998), libanesischer Tennisspieler
- Habib, Harez (* 1982), afghanischer Fußballspieler
- Habib, Hasan (* 1962), US-amerikanisch-pakistanischer Pokerspieler
- Habib, Jak (1912–1995), türkischer Basketballspieler
- Habib, Philip (1920–1992), US-amerikanischer Diplomat
- Habib, Rafik (* 1959), ägyptischer, koptischer Sozialforscher, Autor und Politiker
- Habib, Ralph (1912–1969), französischer Filmregisseur und Drehbuchautor
- Habib, Thomas Halim (* 1963), ägyptischer Geistlicher, koptisch-katholischer Bischof von Sohag
- Habib, Zeynab (* 1975), ivorisch-beninische Weltmusiksängerin
- Habib-Deloncle, Michel (1921–2006), französischer Politiker, Mitglied der Nationalversammlung, MdEP
- Habiba von Valencia († 1112), Gelehrte im Kalifat von Córdoba
- Habibi, Abdul Hai (1910–1984), afghanischer Dichter, Regierungsbeamter und Historiker
- Habibi, Ali Reza (* 1985), iranischer Dreispringer
- Habibi, Behnam (* 1989), iranischer Fußballspieler
- Habibi, Emil (1922–1996), palästinensisch-israelischer Schriftsteller, Journalist und Politiker
- Habibi, Imam-Ali (* 1931), iranischer Ringer und Politiker
- Habibi, Mahmoud († 2011), afghanischer Journalist, Schriftsteller und Politiker
- Habibi, Shafiqa (* 1946), afghanische Journalistin und Politikerin
- Habibi, Zomhan (* 1990), afghanischer Fußballspieler
- Habibie, Bacharuddin Jusuf (1936–2019), indonesischer Politiker und PräsidentBacharuddin Jusuf Habibie (1936–2019)

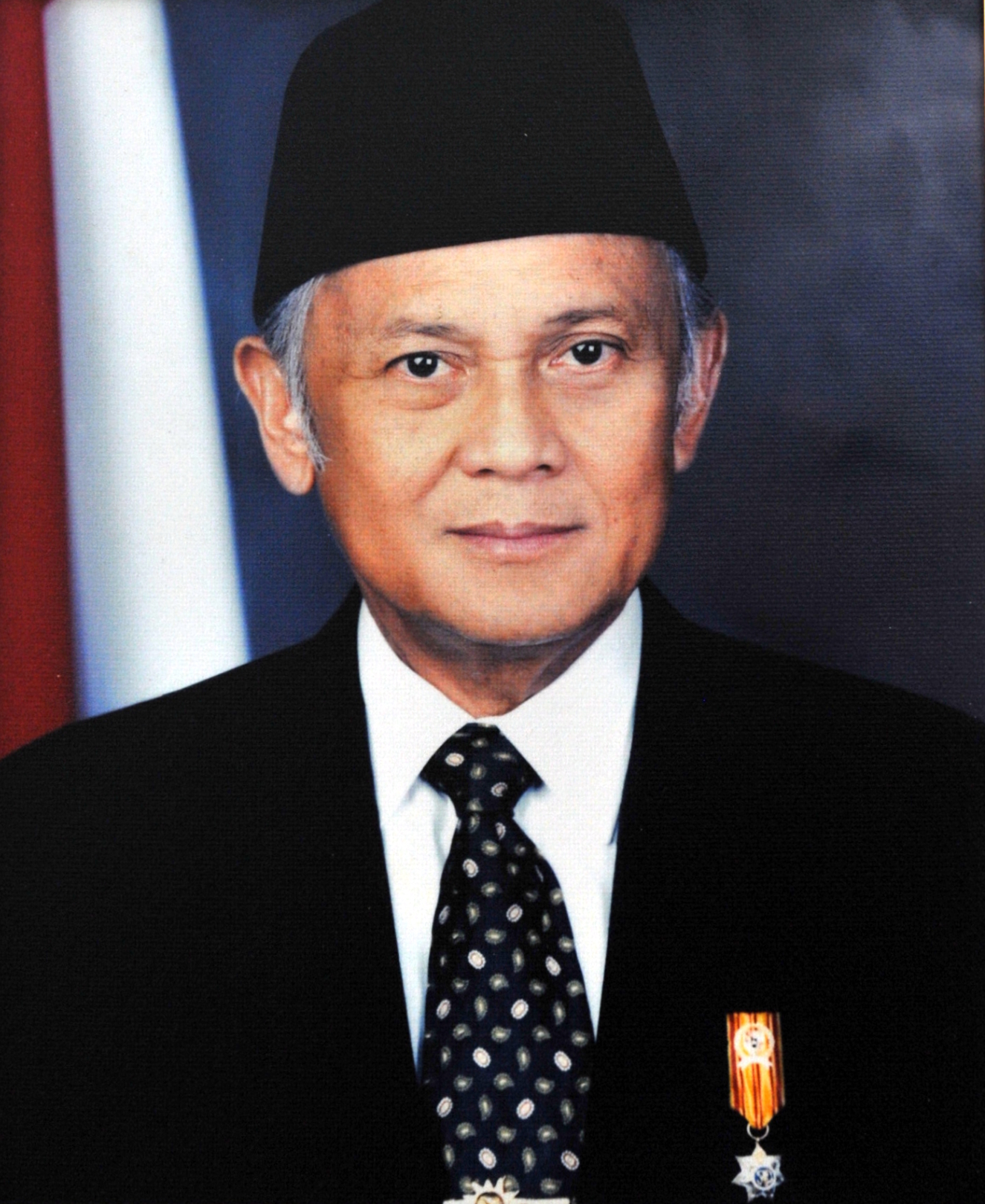
Bacharuddin Jusuf Habibie (1936–2019)

- Habibou, Habib (* 1987), zentralafrikanisch-französischer Fußballspieler
- Həbibov, Rauf (* 1965), aserbaidschanischer Politiker
- Habibović, Emir (* 1985), montenegrinischer Sänger
- Habibullah Kalakâni, König von Afghanistan
- Habibullah Khan (1872–1919), Emir von Afghanistan (1901–1919)
- Habibur Rahman, Muhammad (1928–2014), bangladeschischer Jurist und Oberster Richter
- Habich, August (* 1869), deutscher Radrennfahrer und Unternehmer
- Habich, Edward (1818–1898), deutscher Bierbrauer, Kunstsammler und Mäzen
- Habich, Franz (1852–1937), deutscher Architekt
- Habich, Georg (1868–1932), deutscher Numismatiker und Kunsthistoriker
- Habich, Johannes (* 1934), deutscher Kunsthistoriker und Denkmalpfleger
- Habich, Ludwig (1872–1949), deutscher Bildhauer und Medailleur
- Habich, Matthias (* 1940), deutscher Schauspieler und HörspielsprecherMatthias Habich (* 1940)

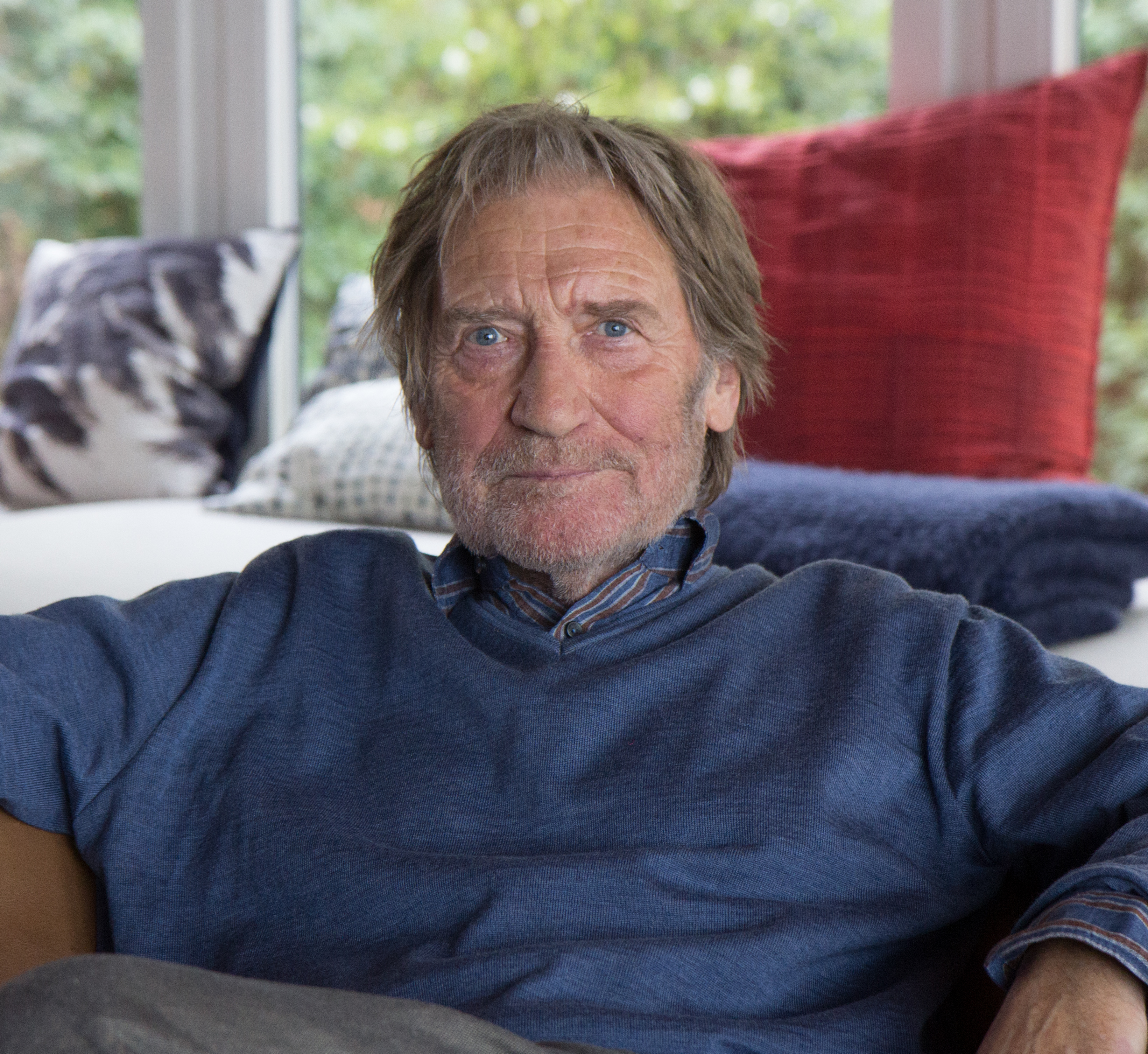
Matthias Habich (* 1940)

- Häbich, Walter (1904–1934), deutscher Politiker (KPD)
- Habich, Wilhelm (1840–1933), deutscher Bildhauer
- Habich, Wolfgang (* 1944), deutscher Fußballspieler
- Habich-Sobiegalla, Sabrina, deutsche Sinologin
- Habicher, Eduard (* 1956), italienischer Bildhauer
- Habicher, Wolf-Dieter (* 1939), deutscher Chemiker
- Habichhorst, Andreas Daniel (1634–1704), deutscher evangelischer Theologe und Hochschullehrer
- Habicht, Christian (1926–2018), deutscher Althistoriker
- Habicht, Christian (1952–2010), deutscher Schauspieler
- Habicht, Conrad (1876–1958), Schweizer Lehrer
- Habicht, Curt (1883–1945), deutscher Kunsthistoriker, Hochschullehrer und Schriftsteller
- Habicht, Friedrich (1803–1876), deutscher Politiker, MdL Großherzogtum Hessen
- Habicht, Julius (1874–1912), deutscher Architekt
- Habicht, Karl (1868–1937), deutscher Freimaurer
- Habicht, Lina (* 1994), deutsche Schauspielerin
- Habicht, Ludwig (1830–1908), deutscher Schriftsteller und Journalist
- Habicht, Max (1775–1839), deutscher Arabist
- Habicht, Michael E. (* 1974), Schweizer Ägyptologe und Autor
- Habicht, Peter (* 1959), Schweizer Historiker
- Habicht, Peter Paul (1911–1944), deutscher Kunst- und Segelflieger und Luftwaffenoffizier
- Habicht, Theodor (1898–1944), deutscher Politiker (NSDAP), MdR
- Habicht, Victor (1822–1902), deutscher evangelischer Geistlicher und Politiker
- Habicht, Waltraud (* 1935), deutsche Schauspielerin
- Habicht, Well (1884–1966), deutscher Bildhauer und Keramiker
- Habicht, Werner (1930–2022), deutscher Anglist, Shakespeare-Forscher und Hochschullehrer
- Habichuela, Pepe (* 1944), spanischer Flamencogitarrist
- Habietinek, Hans (1906–1992), österreichischer Bassist, Film- und Theaterschauspieler
- Habif, Florencia (* 1993), argentinische HockeyspielerinFlorencia Habif (* 1993)

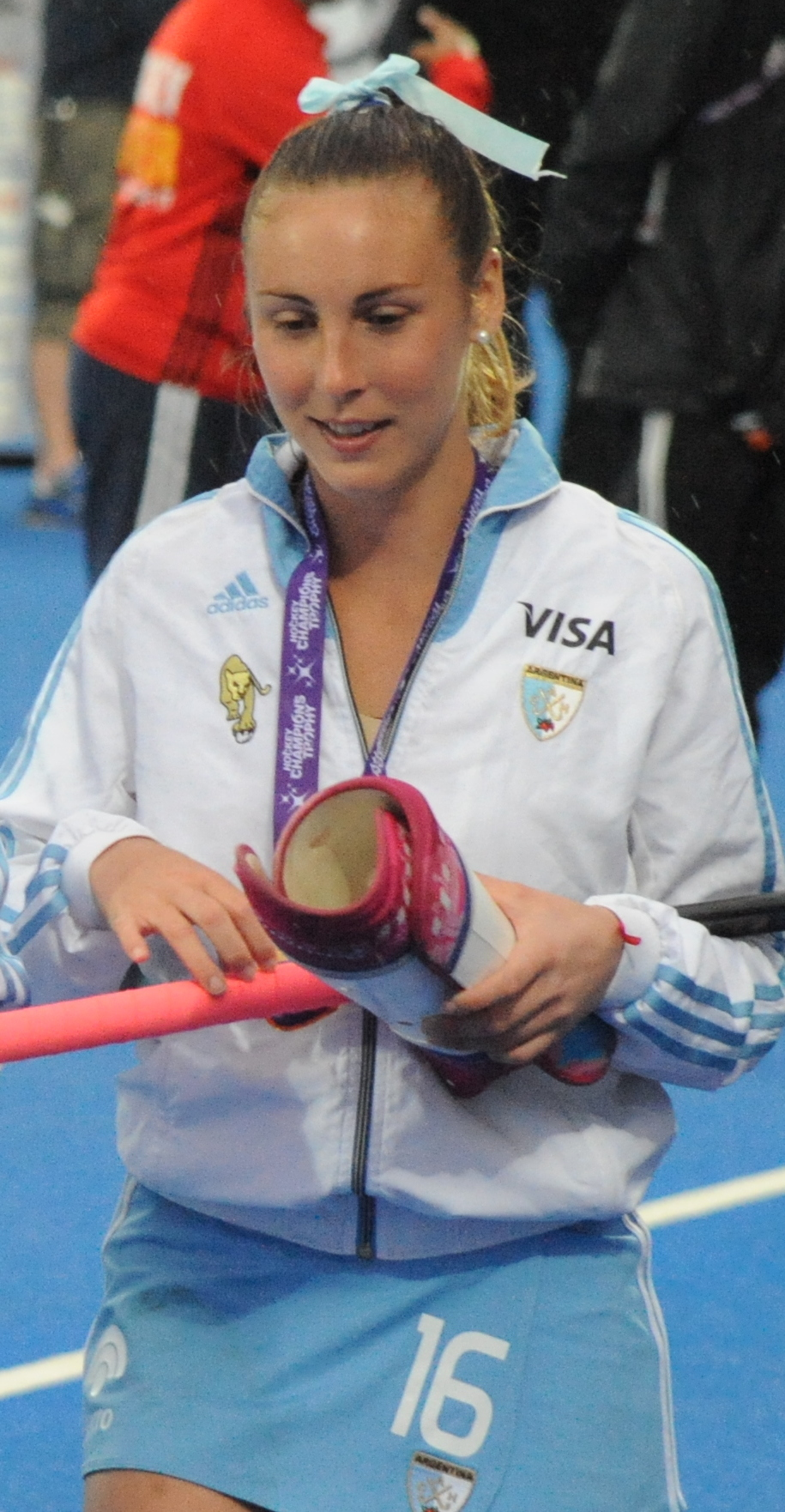
Florencia Habif (* 1993)

- Habig, Ernst-Günter (1935–2012), deutscher Fußballspieler und -trainer
- Habig, Inge (1923–2022), deutsche Kunsthistorikerin
- Habiger, Eugene E. (1939–2022), US-amerikanischer Offizier, General der US Air Force
- Habiger, Werner (1957–2016), deutscher Fußballspieler und -trainer
- Habighorst, Georg (1899–1958), deutscher Arzt und Politiker (CDU), MdL
- Habila, Helon (* 1967), nigerianischer Schriftsteller, Dichter und Dozent für Literatur
- Habild, Rolf (1904–1970), deutscher Verwaltungs- und Bankjurist
- Habimana, Dominique, ruandischer Politiker
- Habimana, Glen (* 2001), belgisch-ruandischer Fußballspieler
- Habimana, Saleh, islamischer Rechtsgelehrter
- Habineza, Frank (* 1977), ruandischer Politiker
- Habinger, Renate (* 1957), österreichische Grafikerin und Bilderbuch-Illustratorin
- Habington, William (1605–1654), englischer Dichter
- Habisch, André (* 1963), deutscher Theologe, Wirtschafts- und Sozialwissenschaftler
- Habisch, Reinhold (1889–1964), Berliner Original
- Habisreutinger, Roland (* 1973), Schweizer Eishockeyfunktionär und -spieler
- Habitzl, Erich (1923–2007), österreichischer Fußballspieler
- Habiyambere, Alexis (* 1939), ruandischer Ordensgeistlicher, emeritierter Bischof von Nyundo

### Habj
- Habjan, Nikolaus (* 1987), österreichischer Puppenspieler, Kabarettist und RegisseurNikolaus Habjan (* 1987)

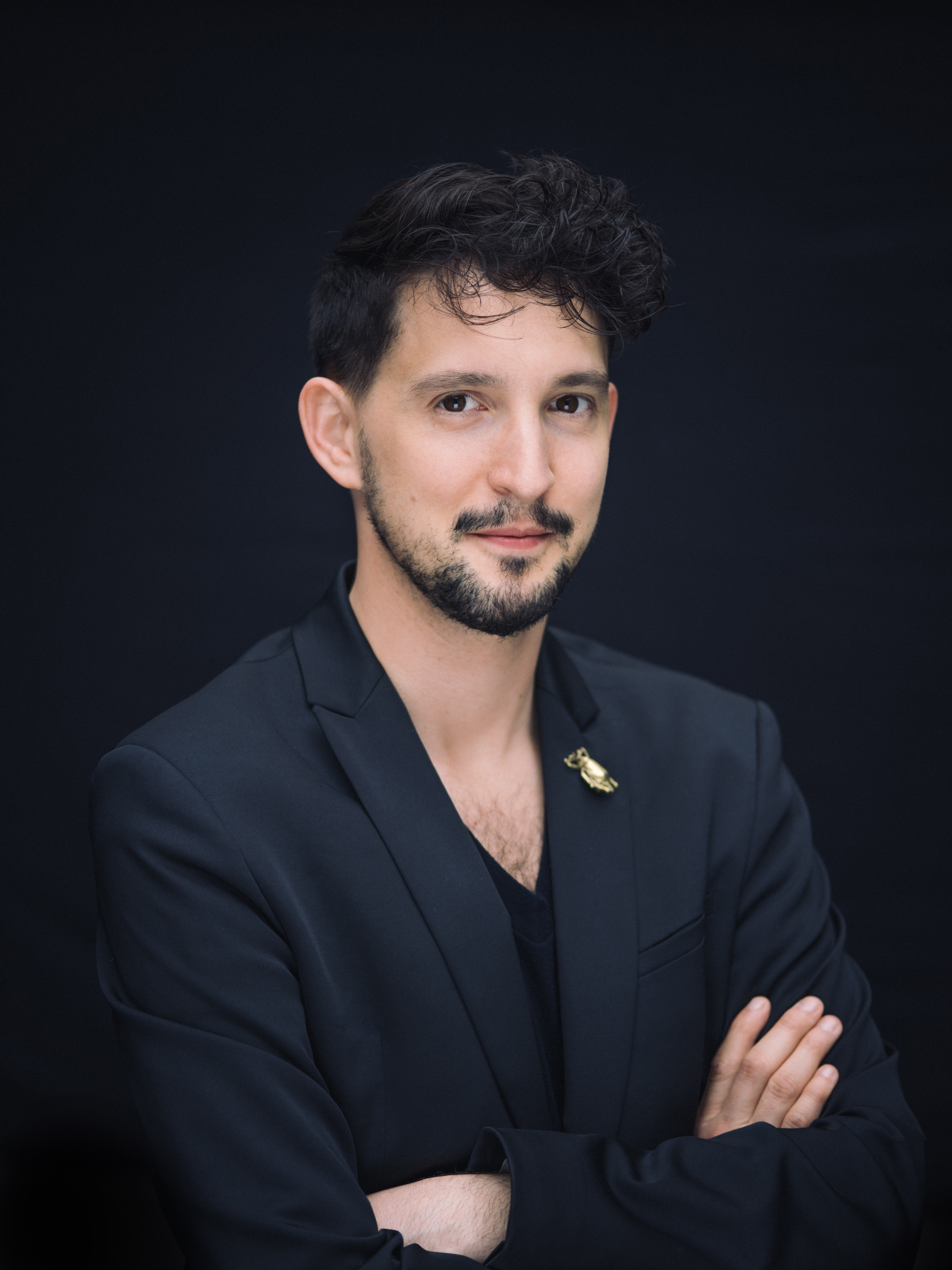
Nikolaus Habjan (* 1987)

### Habl
- Habl, Willy (1888–1964), deutscher Maler und Grafiker
- Hablawetz, August Egon (1833–1892), österreichischer Opernsänger der Stimmlage Bass
- Hablawetz, Franziska (1831–1902), Ehefrau des Grafen Dionysius Andrássy
- Hable, Erich (1911–2001), österreichischer Lehrer und Ornithologe
- Hable, Helmut (* 1940), österreichischer Maler, Kunstförderer und Kurator
- Hable, Jan (* 1989), tschechischer Fußballspieler
- Hable, Rainer (* 1972), österreichischer Jurist, Politiker (NEOS), Abgeordneter zum Nationalrat
- Hablemitoğlu, Necip (1954–2002), türkischer Schriftsteller und Historiker
- Häbler, Carl (1894–1956), deutscher Chirurg
- Hablik, Johannes (* 1980), deutscher Turner
- Hablik, Wenzel (1881–1934), deutscher Maler, Grafiker und KunsthandwerkerWenzel Hablik (1881–1934)

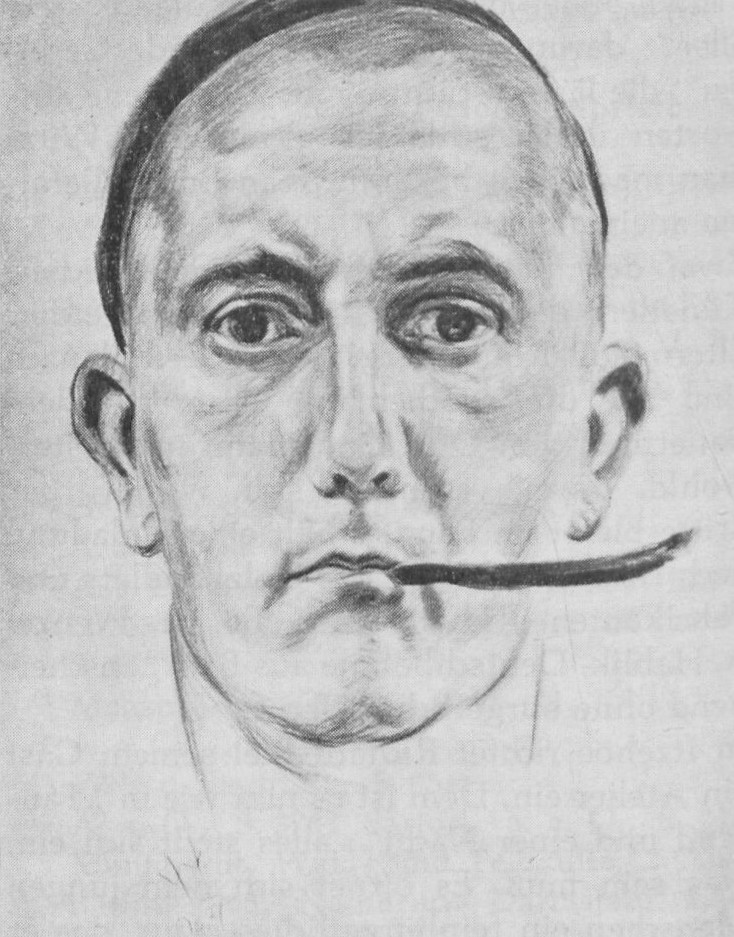
Wenzel Hablik (1881–1934)

- Hablik-Lindemann, Elisabeth (1879–1960), deutsche Kunstgewerblerin und Handwebemeisterin
- Hablitschek, Franz (1824–1867), deutscher Kupfer- und Stahlstecher
- Hablitz, Carl Ludwig (1752–1821), russlanddeutscher Naturforscher, Forschungsreisender und Staatsbeamter
- Hablitzel, Hans (1945–2022), deutscher Verwaltungsjurist und Rechtswissenschaftler
- Hablützel, Alfred (* 1931), Schweizer Fotograf, Grafiker, Werber, Designberater, Redaktor, Buchautor und Ausstellungsgestalter
- Hablützel, David (* 1996), Schweizer Snowboarder
- Hablützel-Bürki, Gianna (* 1969), Schweizer Fechterin

### Habo
- Haböck, Franz (1868–1921), österreichischer Musikpädagoge
- Habony, Ferenc (* 1945), ungarischer Radrennfahrer
- Habou, Issoufou (* 1945), nigrischer Boxer
- Haboush, Jeffrey J., US-amerikanischer Tontechniker
- Haboush, William (* 1942), US-amerikanischer Mathematiker
- Habozian, Mesrop (1887–1974), armenisch-katholischer Ordensgeistlicher und Generalabt der Mechitaristen von Wien

### Habr
- Habraken, N. John (1928–2023), niederländischer Architekt, Architekturlehrer, Theoretiker und Autor
- Habran, Romain (* 1994), französischer Fußballspieler
- Habraschka, Paul (1897–1969), deutscher Bergmann, Schriftsteller und Humorist
- Habrda, Jan (1912–1943), tschechoslowakischer Funkamateur und Widerstandskämpfer gegen den Nationalsozialismus
- Habrda, Johann von (1846–1916), österreichischer Beamter und Wiener Polizeipräsident
- Habré, Hissène (1942–2021), tschadischer PolitikerHissène Habré (1942–2021)

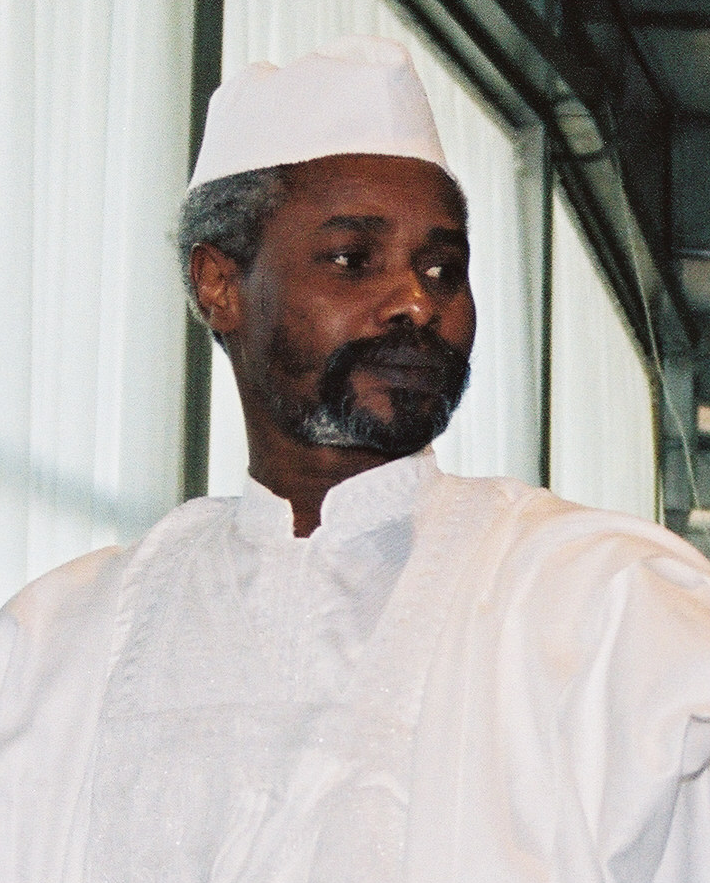
Hissène Habré (1942–2021)

- Habrecht, Isaak (1544–1620), Uhrmacher
- Habrecht, Isaak (1589–1633), Philosoph, Mathematiker, Astronom und Archiater
- Habrecht, Joachim († 1567), Uhrmacher
- Habrecht, Josias (1552–1575), Schweizer Uhrmacher und Musikinstrumentenbauer
- Habrich, Christa (1940–2013), deutsche Pharmazeutin und Medizinhistorikerin
- Habringer, Leo (1927–2002), oberösterreichischer Politiker (SPÖ), Mitglied des Bundesrates
- Habringer, Rudolf (* 1960), österreichischer Schriftsteller
- Habrman, Gustav (1864–1932), tschechischer Politiker und Journalist
- Habronichos, Überbringer der Nachricht von der Niederlage der Schlacht bei den Thermopylen
- Habros, Robert, Spezialeffektkünstler
- Habrucker, Wilhelm (1815–1891), deutscher Lehrer und evangelischer Theologe
- Habruner, Pankraz (1880–1964), deutscher Landrat
- Habryka, Michael (* 1982), deutscher Fußballspieler

### Habs
- Habs, Dietrich (1945–2024), deutscher Physiker
- Habs, Ernst (1858–1898), deutscher Bildhauer
- Habs, Georg (* 1953), deutscher Mediziner und Politiker (Die Grünen), MdL
- Habs, Horst (1902–1987), deutscher Mediziner und Hochschullehrer
- Habs, Michael (* 1950), deutscher Manager und Hochschullehrer
- Habsburg Douglas, Walburga (* 1958), österreichisch-schwedische Juristin und Politikerin (Moderata samlingspartiet)
- Habsburg, Gabriela von (* 1956), viertes Kind von Otto und Regina von Habsburg, Bildhauerin und Diplomatin
- Habsburg, Otto von (1912–2011), deutsch-österreichischer Politiker (CSU), MdEP, AutorOtto von Habsburg (1912–2011)

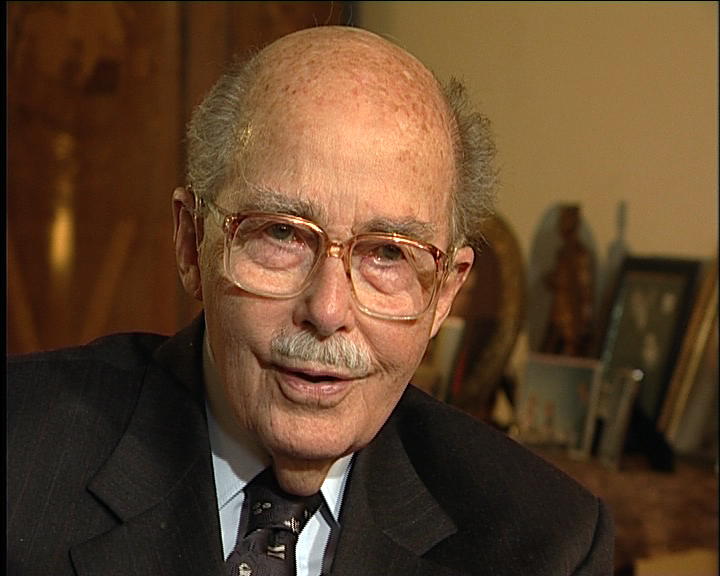
Otto von Habsburg (1912–2011)

- Habsburg-Altenburg, Karl Albrecht von (1888–1951), österreichischer und polnischer Offizier und Thronanwärter
- Habsburg-Lothringen, Adelheid von (1914–1971), österreichische Adelige, Tochter Kaiser Karls I.
- Habsburg-Lothringen, Anton (1901–1987), österreichischer Erzherzog, Prinz von Ungarn und Prinz von Toskana
- Habsburg-Lothringen, Bettina (* 1975), österreichische Historikerin und Museumsleiterin
- Habsburg-Lothringen, Carl Ludwig (1918–2007), österreichischer Manager
- Habsburg-Lothringen, Eduard (* 1967), deutsch-ungarischer Medienschaffender; ungarischer Botschafter am Heiligen Stuhl
- Habsburg-Lothringen, Felix (1916–2011), österreichischer Erzherzog, Sohn von Kaiser Karl I.
- Habsburg-Lothringen, Ferdinand Zvonimir (* 1997), österreichischer Automobilrennfahrer, Mitglied des Hauses Habsburg-Lothringen
- Habsburg-Lothringen, Georg (* 1964), österreichisch-ungarischer Diplomat, jüngster Sohn Otto von Habsburgs
- Habsburg-Lothringen, Hubert Salvator (1894–1971), österreichischer Erzherzog (bis 1919) und Offizier
- Habsburg-Lothringen, Karl (* 1961), österreichischer Politiker (ÖVP), MdEP, Oberhaupt des Hauses HabsburgKarl Habsburg-Lothringen (* 1961)

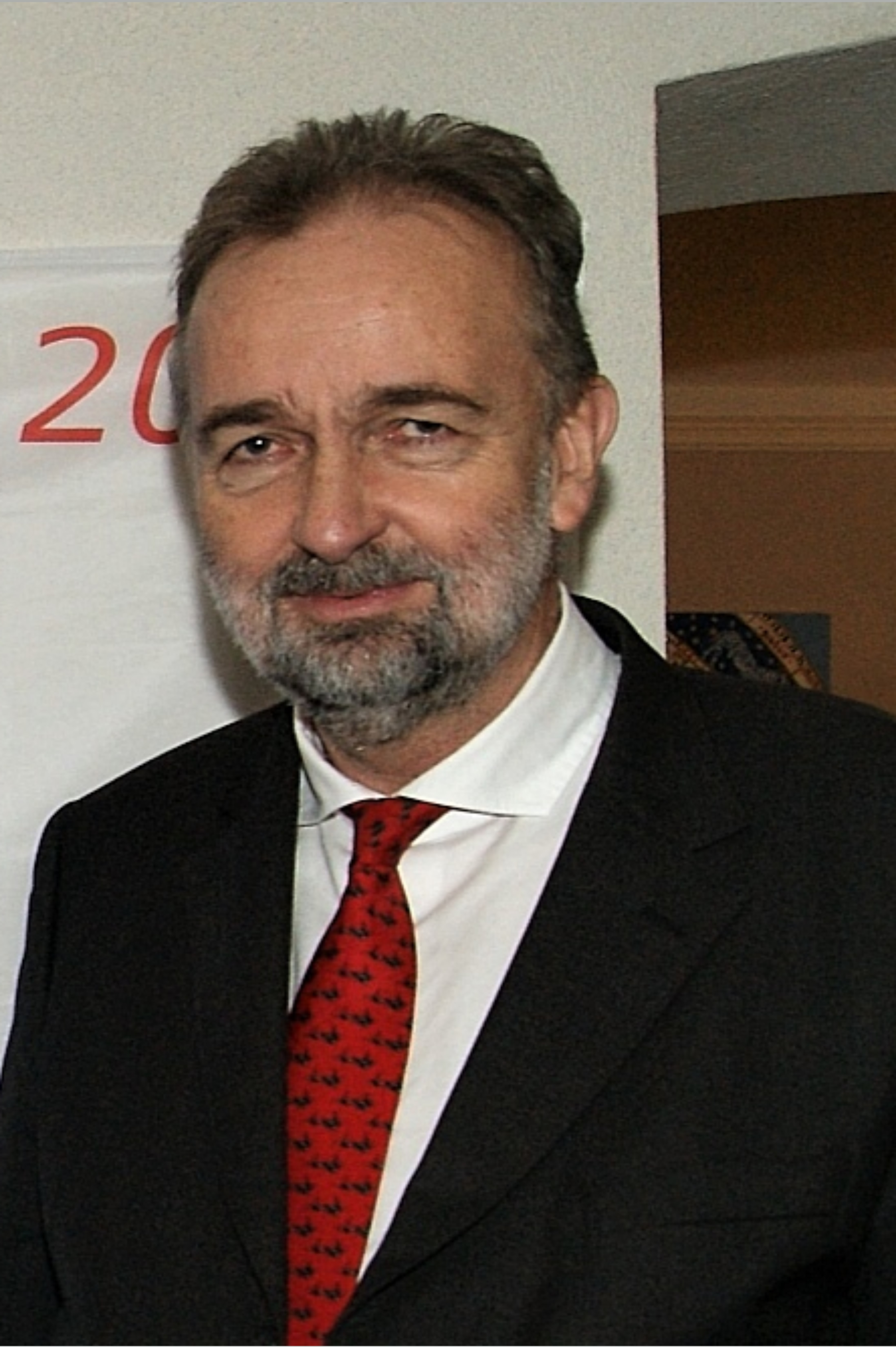
Karl Habsburg-Lothringen (* 1961)

- Habsburg-Lothringen, Leo Karl von (1893–1939), österreichischer und polnischer Offizier
- Habsburg-Lothringen, Lorenz (* 1955), belgischer Adeliger, Prinz von Belgien
- Habsburg-Lothringen, Robert (1915–1996), österreichischer Bankier, legitimistischer Funktionär und Publizist
- Habsburg-Lothringen, Rudolph (1919–2010), jüngster Sohn von Karl I. (Österreich-Ungarn)
- Habsburg-Lothringen, Ulrich (* 1941), österreichischer Grundbesitzer, Land- und Forstwirt; ehemaliger Regionalpolitiker (Die Grünen)
- Habsburg-Lothringen, Wilhelm Franz von (1895–1948), österreichischer und ukrainischer Offizier und Thronanwärter
- Habsch, Jochen (* 1970), deutscher Sportarzt, Autor und Dozent
- Habscheid, Tom (* 1986), luxemburgischer Leichtathlet
- Habscheid, Walther J. (1924–2015), deutscher Jurist, Rektor der Universität Würzburg
- Habshush, Hayyim (1833–1899), jemenitischer Historiograf der Geschichte des Judentums im Jemen, Reisebegleiter
- Habsi, Hamida al (* 1987), omanischer Leichtathletin (Kugelstoßerin)
- Habsi, Juma al- (* 1996), omanischer Fußballspieler
- Habsi, Mohammed Al- (* 1991), omanischer Schwimmer
- Habsi, Shinoona Salah al- (* 1993), omanische Leichtathletin
- Habšudová, Karina (* 1973), slowakische Tennisspielerin

### Habt
- Habtamu, Atsede (* 1987), äthiopische Marathonläuferin
- Habte, Asmeron (* 1983), deutscher Fußballspieler
- Habte, Awet (* 1997), eritreischer Leichtathlet
- Habte-Wold, Aklilu (1912–1974), äthiopischer Politiker
- Habtemariam, Nebiat (* 1978), eritreische Leichtathletin
- Habtom, Awet (* 1998), etritreischer Radrennfahrer
- Habtu, Amiaz (* 1977), deutschsprachiger ModeratorAmiaz Habtu (* 1977)

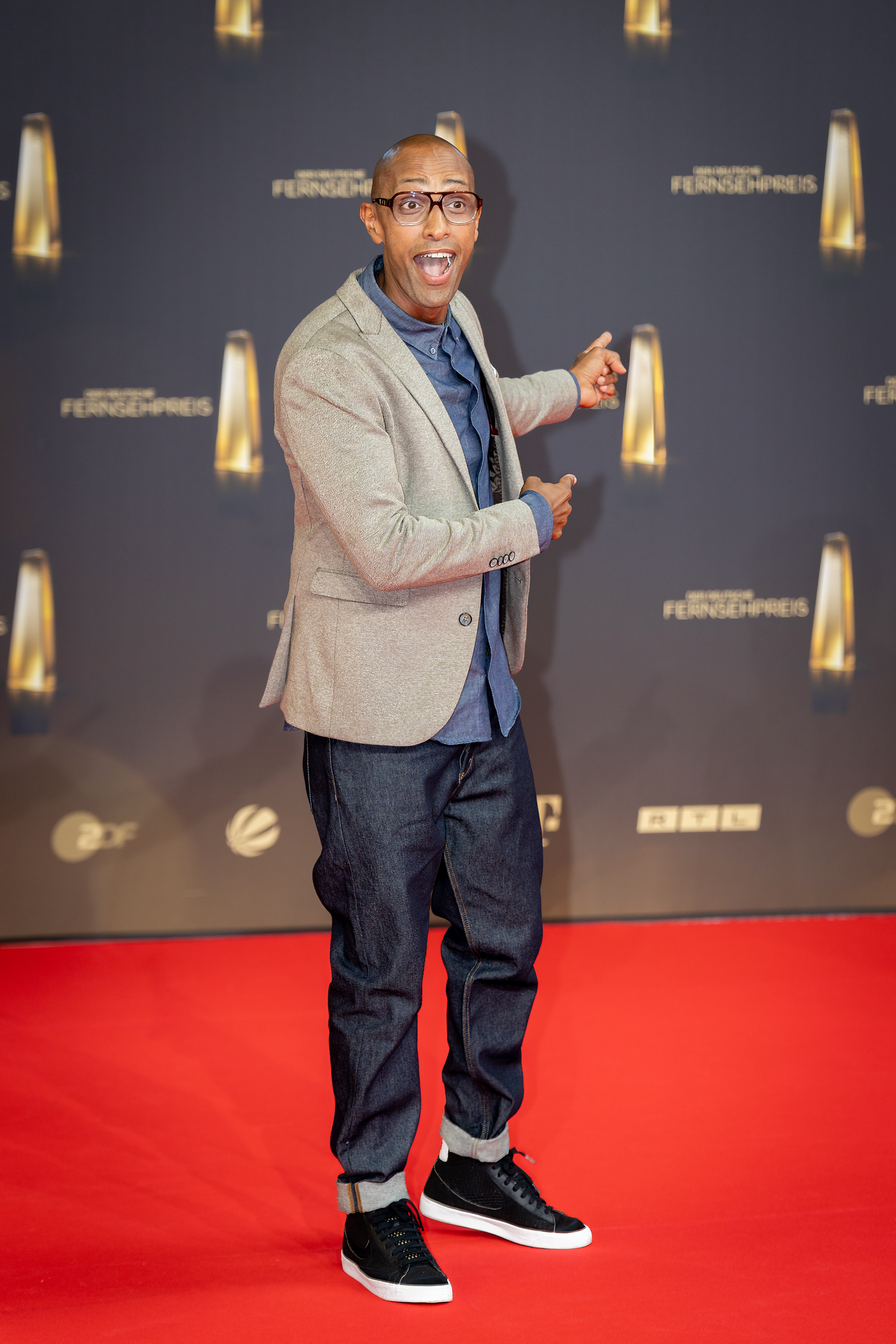
Amiaz Habtu (* 1977)

### Habu
- Habu, Yoshiharu (* 1970), japanischer Shōgispieler
- Habumuremyi, Pierre (* 1961), ruandischer Politiker, Premierminister von Ruanda

### Haby
- Haby, François (1861–1938), Berliner Unternehmer und Hoffriseur Wilhelm II.
- Haby, René (1919–2003), französischer Politiker, Mitglied der Nationalversammlung und Bildungsminister (1974–1978)
- Habyalimana, Jean-Baptiste (* 1950), ruandischer Präfekt und Widerstandskämpfer
- Habyarimana, Agathe (* 1942), ruandische Witwe des ruandischen Staatspräsidenten Juvénal Habyarimana
- Habyarimana, Juvénal (1937–1994), ruandischer Politiker, Präsident von Ruanda (1973–1994)

### Habz
- Habz, Azeddine (* 1993), französischer Mittel- und Langstreckenläufer marokkanischer Herkunft